# 남원시
남원시(南原市)는 대한민국 전북특별자치도 동남부에 있는 시이다. 시의 동남쪽으로 지리산과 인접한다. 남원분지를 흐르는 요천이 시의 중심을 지나 서남부의 섬진강으로 흐른다. 삼국시대에는 백제와 가야 세력이 있던 지역이었으나 685년 전북특별자치도 익산에서 고구려 부흥운동을 전개하던 보덕국(報德國)이 대문의 난으로 망하자 신라는 보덕국에 있던 고구려 유민들을 남원으로 이주시키고, 남원경(南原京)을 설치하면서 거문고를 비롯한 고구려 문화를 전승하게 되었다. 보덕국의 고구려 귀족 출신에서 신라의 6두품 귀족으로 편입된 것으로 추정되는 음악가 옥보고(玉寶高)의 묘지가 국악의 성지에 위치하며 2019년에는 악성 옥보고 거문고 경연대회를 열며 전통을 이어가고 있다.
조선시대에는 남원도호부로 승격되었다. 매년 5월 초에는 광한루 일대에서 성춘향을 기리고 전통 문화를 계승하는 춘향제와 전국춘향선발대회가 열린다. 전라남도, 전북특별자치도,  경상남도의 세 개의 도가 만나는 지역이다.

## 지명
백제의 고룡군(古龍郡)이다. 기물과 고룡이라는 이름은 서로 연관이 있다고 여겨지는데 용(龍)의 순 우리말이 "미르"이므로 둘 다 "고밀"로 개련되기 때문이다. 기문지방은 우륵의 12곡에 나오는 남원시내의 하기물과 지금의 남원시 운봉읍의 옛 모산현, 또는 장수군 번암면의 거사물현에 있던 상기물지역으로 후기 가야세력이 호남 동부지역까지 진출했음을 시사한다. 남원이라는 이름은 통일신라시대에 남원소경의 설치 이후이다.

## 역사

### 고대
- 마한의 고랍국으로 추정된다.
- 5세기 이후 대가야의 영역으로 자체적인 세력을 확장 정치체로 성장함.
- 475년 고구려군이 왔다.
- 6세기 전반 백제와 가야 세력간 충돌하였다. 무령왕에 의해 백제는 하기물을 병탄해 고룡군을 설치하였다.
- 660년 백제가 나·당 연합군에 패배하였고 향후 3년동안 남원 인근의 거물성(居勿城)에서 백제의 잔존 세력들이 항전했다.
- 웅진도독부에 의해 지심주(支尋州) 기문현(己汶縣)이 설치되었다.

### 중세
- 685년 신라 신문왕 5년 보덕국의 고구려 유민들을 남원으로 이주시켜 남원경(南原京)을 설치하였다. 고구려유민에서 신라귀족으로 편입된 것으로 추정되는[6] 옥보고가 남원에서 고구려의 거문고를 전수받아 이를 개량해 30여곡을 만들었다.
- 940년 고려 태조 23년 남원부가 되어 인근 5현을 관할하였다.
- 1380년 고려 우왕 6년 이성계가 황산대첩에서 왜구를 맞아 대승하였다.

### 근세
| Daedongyeojido (Gyujanggak) 17-04.jpg | Daedongyeojido (Gyujanggak) 17-03.jpg |
| Daedongyeojido (Gyujanggak) 18-04.jpg | Daedongyeojido (Gyujanggak) 18-03.jpg |

- 조선시대에 1413년 태종13년 남원도호부로 승격하였다. 남원도호부는 1부 1군 9현(담양·곡성·창평·구례·순창·임실·무주·진안·장수 등)을 관할하였다.
- 1457년 남원진영이 설치되어 인근6현(곡성·옥과·구례·창평·장수·운봉)을 관할하였다.
- 1597년 정유재란시 남원 전투로 12,000명의 인명손실을 입고 남원성이 함락되어 직산 전투까지 일본군이 삼남지방을 유린하였다.
- 1654년 전라좌영이 설치되었다.

### 근대
- 1895년 6월 23일(음력 윤 5월 1일) 전국의 행정체계가 23부로 개편되면서 이전 전라도 서부지역을 관할하는 남원부가 설치되어 그 치소가 되었다. 본래의 남원부는 군(郡)이 되었고 남원군을 포함해 16군을 관할하였다.[7]
- 1896년 8월 4일 13도제로 환원되어 남원부가 전라남,북도로 분할 편입되었다. 남원군은 전라북도에 편입되었다.[8]
- 1906년 둔덕면·오지면·주천면·석현면·아산면·영계면이 임실군,상번암면·중번암면·하번암면·진전면이 장수군, 고달면·중방면·외산동면·내산동면·소아면이 전라남도 구례군으로 편입되었다.
- 1910년 관할의 48방(坊)을 22개 면으로 통폐합하였다.
- 1911년 일부지역이 순창군에 편입되었다.
- 1914년 4월 1일 남원군, 운봉군을 남원군으로 통폐합하였다.[9]

19면 - 남원면, 이백면, 주천면, 흑송면, 주생면, 대산면, 대강면, 사매면, 덕과면, 보절면, 왕치면, 금지면, 산동면, 수지면, 두동면, 운봉면, 아영면, 산내면, 동면
- 1914년 지사면, 덕고면(서촌, 동리, 상후리, 중후리, 차후리, 상리, 상신천)지역이 임실군에 편입되었다
- 1931년 11월 1일 남원면을 남원읍으로 승격하였다.[10] (1읍 18면)
- 1935년 3월 1일 대산면 일부를 순창군에, 남원읍 금성리를 대산면에, 주천면 노암리를 남원읍에 편입하고, 흑송면·두동면을 송동면으로 합면하였다.[11][12][13] (1읍 17면)

### 현대
- 1956년 7월 8일: 왕치면(王峙面)을 남원읍에 합면하였다.[14] (1읍 16면)
- 1979년 4월 1일: 대강면에 수홍출장소(풍산리·수홍리·옥택리·입암리·평촌리)가 설치되었다.[15]
- 1979년 5월 1일: 남원읍에 동부출장소[16]·서부출장소[17]·북부출장소[18]가 설치되었다.[19]
- 1981년 7월 1일: 남원읍 일원을 관할로 남원시가 설치되었다.[20] (남원시: 9행정동, 남원군: 16면)

| 남원시 행정동 설치 전후 행정구역              |                      |
| 구 행정구역 (법정리)                          | 신 행정구역 (행정동) |
| 남원읍 하정리, 죽항리                         | 남원시 죽항동        |
| 남원읍 쌍교리, 천거리                         | 남원시 쌍교동        |
| 남원읍 금리, 조산리                           | 남원시 금동          |
| 남원읍 동충리                                 | 남원시 동충동        |
| 남원읍 도통리, 월락리, 고죽리, 식정리, 갈치리 | 남원시 도통동        |
| 남원읍 향교리                                 | 남원시 향교동        |
| 남원읍 왕정리, 신정리, 화정리                 | 남원시 왕정동        |
| 남원읍 노암리                                 | 남원시 노암동        |
| 남원읍 용정리, 광치리, 내척리, 산곡리         | 남원시 용정동        |
- 1983년 2월 15일: 주천면 신촌리·어현리를 남원시 노암동에 편입하고, 덕과면 금암리를 임실군 둔남면(현 오수면)에 편입하였다.(남원시: 9행정동, 남원군: 16면)[21]
- 1985년 7월 1일: 대강면 수홍출장소를 폐지하였다.[22]
- 1987년 1월 1일: 남원군 송동면 장국리 일부를 노암동에, 대강면 입암리 일부를 순창군 유등면 유촌리에 편입하고, 송동면 장국리·흑송리·신평리 일부를 각각 주생면 중동리·지당리·제천리로, 세전리·양평리 각 일부는 금지면 상신리·하도리로 편입하였다.[23]
- 1995년 1월 1일: 남원시 일원과 남원군 일원을 관할로 도농복합형태의 남원시가 설치되었다.(16면 9행정동)[24]
- 1995년 3월 2일: 운봉면을 운봉읍으로 승격하였다.(1읍 15면 9행정동)[25]
- 1998년 5월 1일: 동면을 인월면으로 개칭하였다.[26]
- 1998년 9월 22일: 쌍교동(행정동)을 폐지하여 쌍교동(법정동)은 죽항동으로, 천거동은 금동으로 편입하였고, 용정동을 향교동에 합동하였다.[27] (1읍 15면 7행정동)
- 2024년 1월 18일: 법률 제19430호로 전라북도 남원시에서 전북특별자치도 남원시로 개편되었다.

## 지리

### 지형
남원시는 동북에서 동서로 점차 경사지고 시가지 주변에 교룡산이 솟아있으며, 군사적 천연의 요새지대를 형성하고 있다. 동쪽에서 뻗어온 지리산 자락은 시의 동북을 종단하여 일대 분수령을 이루고 있어 동으로 흐르는 물은 경상남도 진주를 거쳐 낙동강으로 유입되고 서쪽으로 흐르는 물은 남원시를 관통하여 흐르는 요천을 이루어 섬진강에 유입된다.
동북부는 소백산맥의 지맥인 성수산맥으로 서부는 부흥산맥으로 둘러싸여 대분지를 형성하고 있으며. 중앙부에 평지와 주변부의 산간으로 구분된다. 산간부는 운봉읍을 중심으로 한 전북 지방 최고 고원지대를 형성하여 중간산 지역으로 총 면적의 67.2%나 되고 평야부는 적성강, 요천, 옥율천 지역은 토질이 비옥하다.

### 지질
남원시의 지질은 주로 화강암으로 구성된다. 

### 기후
| 남원지역기상서비스센터 (남원시 도통동, 해발 133.49m)의 기후 | 남원지역기상서비스센터 (남원시 도통동, 해발 133.49m)의 기후 | 남원지역기상서비스센터 (남원시 도통동, 해발 133.49m)의 기후 | 남원지역기상서비스센터 (남원시 도통동, 해발 133.49m)의 기후 | 남원지역기상서비스센터 (남원시 도통동, 해발 133.49m)의 기후 | 남원지역기상서비스센터 (남원시 도통동, 해발 133.49m)의 기후 | 남원지역기상서비스센터 (남원시 도통동, 해발 133.49m)의 기후 | 남원지역기상서비스센터 (남원시 도통동, 해발 133.49m)의 기후 | 남원지역기상서비스센터 (남원시 도통동, 해발 133.49m)의 기후 | 남원지역기상서비스센터 (남원시 도통동, 해발 133.49m)의 기후 | 남원지역기상서비스센터 (남원시 도통동, 해발 133.49m)의 기후 | 남원지역기상서비스센터 (남원시 도통동, 해발 133.49m)의 기후 | 남원지역기상서비스센터 (남원시 도통동, 해발 133.49m)의 기후 | 남원지역기상서비스센터 (남원시 도통동, 해발 133.49m)의 기후 |
| 월                                                          | 1월                                                         | 2월                                                         | 3월                                                         | 4월                                                         | 5월                                                         | 6월                                                         | 7월                                                         | 8월                                                         | 9월                                                         | 10월                                                        | 11월                                                        | 12월                                                        | 연간                                                        |
| ----------------------------------------------------------- | ----------------------------------------------------------- | ----------------------------------------------------------- | ----------------------------------------------------------- | ----------------------------------------------------------- | ----------------------------------------------------------- | ----------------------------------------------------------- | ----------------------------------------------------------- | ----------------------------------------------------------- | ----------------------------------------------------------- | ----------------------------------------------------------- | ----------------------------------------------------------- | ----------------------------------------------------------- | ----------------------------------------------------------- |
| 역대 최고 기온 °C (°F)                                      | 17.5 (63.5)                                                 | 22.3 (72.1)                                                 | 26.5 (79.7)                                                 | 30.9 (87.6)                                                 | 35.2 (95.4)                                                 | 35.9 (96.6)                                                 | 37.5 (99.5)                                                 | 37.2 (99.0)                                                 | 35.8 (96.4)                                                 | 31.4 (88.5)                                                 | 26.7 (80.1)                                                 | 19.8 (67.6)                                                 | 37.5 (99.5)                                                 |
| 일평균 최고 기온 °C (°F)                                    | 5.0 (41.0)                                                  | 7.9 (46.2)                                                  | 13.4 (56.1)                                                 | 19.8 (67.6)                                                 | 24.8 (76.6)                                                 | 28.0 (82.4)                                                 | 30.0 (86.0)                                                 | 30.7 (87.3)                                                 | 27.0 (80.6)                                                 | 21.6 (70.9)                                                 | 14.4 (57.9)                                                 | 7.1 (44.8)                                                  | 19.1 (66.4)                                                 |
| 일일 평균 기온 °C (°F)                                      | −1.3 (29.7)                                                 | 0.9 (33.6)                                                  | 5.9 (42.6)                                                  | 11.9 (53.4)                                                 | 17.6 (63.7)                                                 | 22.1 (71.8)                                                 | 25.2 (77.4)                                                 | 25.4 (77.7)                                                 | 20.6 (69.1)                                                 | 13.6 (56.5)                                                 | 6.9 (44.4)                                                  | 0.6 (33.1)                                                  | 12.5 (54.5)                                                 |
| 일평균 최저 기온 °C (°F)                                    | −6.6 (20.1)                                                 | −5.0 (23.0)                                                 | −0.8 (30.6)                                                 | 4.4 (39.9)                                                  | 10.7 (51.3)                                                 | 16.9 (62.4)                                                 | 21.4 (70.5)                                                 | 21.4 (70.5)                                                 | 15.6 (60.1)                                                 | 7.3 (45.1)                                                  | 0.9 (33.6)                                                  | −4.7 (23.5)                                                 | 6.8 (44.2)                                                  |
| 역대 최저 기온 °C (°F)                                      | −21.9 (−7.4)                                                | −19.3 (−2.7)                                                | −11.6 (11.1)                                                | −6.2 (20.8)                                                 | −0.9 (30.4)                                                 | 6.3 (43.3)                                                  | 12.0 (53.6)                                                 | 9.6 (49.3)                                                  | 3.8 (38.8)                                                  | −3.7 (25.3)                                                 | −13.6 (7.5)                                                 | −19.3 (−2.7)                                                | −21.9 (−7.4)                                                |
| 평균 강수량 mm (인치)                                       | 28.5 (1.12)                                                 | 39.4 (1.55)                                                 | 56.7 (2.23)                                                 | 81.8 (3.22)                                                 | 90.5 (3.56)                                                 | 157.3 (6.19)                                                | 303.2 (11.94)                                               | 313.3 (12.33)                                               | 144.2 (5.68)                                                | 63.0 (2.48)                                                 | 45.3 (1.78)                                                 | 30.0 (1.18)                                                 | 1,353.2 (53.28)                                             |
| 평균 강수일수 (≥ 0.1 mm)                                    | 8.3                                                         | 7.3                                                         | 8.5                                                         | 8.5                                                         | 8.7                                                         | 10.0                                                        | 15.3                                                        | 14.7                                                        | 9.3                                                         | 6.1                                                         | 7.6                                                         | 8.6                                                         | 112.9                                                       |
| 평균 상대 습도 (%)                                          | 70.2                                                        | 65.6                                                        | 63.3                                                        | 61.9                                                        | 65.0                                                        | 71.4                                                        | 78.9                                                        | 78.2                                                        | 75.4                                                        | 73.3                                                        | 72.7                                                        | 72.7                                                        | 70.7                                                        |
| 평균 월간 일조시간                                          | 163.6                                                       | 175.4                                                       | 209.5                                                       | 221.9                                                       | 235.7                                                       | 188.2                                                       | 159.8                                                       | 180.4                                                       | 179.2                                                       | 196.9                                                       | 163.2                                                       | 155.7                                                       | 2,229.5                                                     |
| 출처: 기상청 (평년값: 1991년~2020년, 극값: 1972년~현재)     |                                                             |                                                             |                                                             |                                                             |                                                             |                                                             |                                                             |                                                             |                                                             |                                                             |                                                             |                                                             |                                                             |

## 행정 구역
남원시의 행정구역은 1읍 15면 7행정동이고, 하부조직은 180법정리·동, 481행정리·통, 1,379반이다. 남원시의 전체 면적은 752.62 km2이다. 인구는 2017년 12월 주민등록 기준으로 83,281명, 37,686 가구이다.

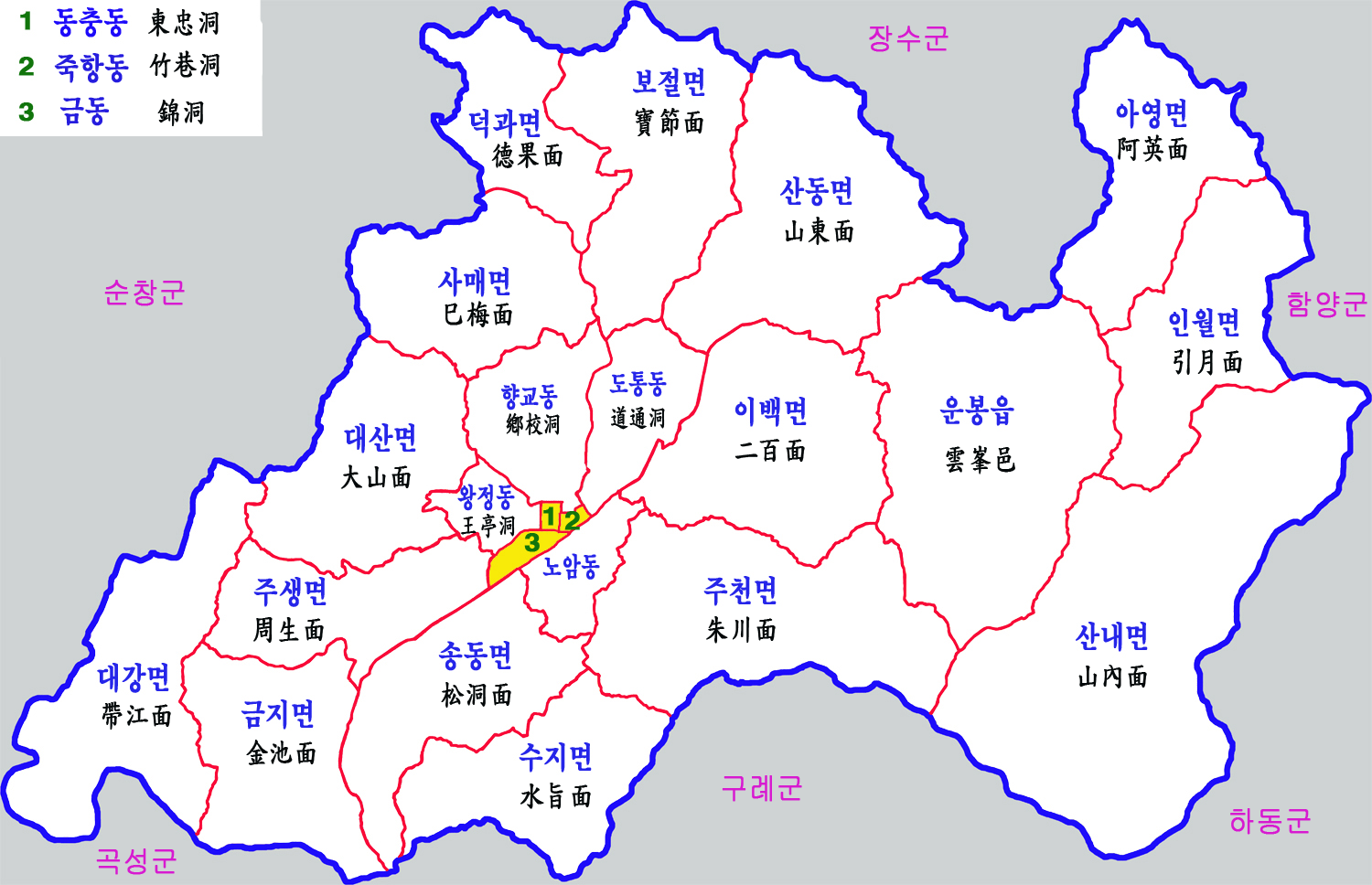
남원시 행정구역

| 읍면   | 한자   | 면적   | 인구   | 세대   |
| ------ | ------ | ------ | ------ | ------ |
| 운봉읍 | 雲峰邑 | 69.5   | 4,015  | 1,939  |
| 주천면 | 朱川面 | 54.6   | 2,647  | 1,237  |
| 수지면 | 水旨面 | 31.5   | 1,250  | 608    |
| 송동면 | 松洞面 | 33.2   | 2,274  | 1,040  |
| 주생면 | 周生面 | 26.3   | 1,993  | 1,015  |
| 금지면 | 金池面 | 33.5   | 2,605  | 1,273  |
| 대강면 | 帶江面 | 43.9   | 1,815  | 930    |
| 대산면 | 大山面 | 36.1   | 1,740  | 726    |
| 사매면 | 巳梅面 | 32.2   | 1,674  | 805    |
| 덕과면 | 德果面 | 23.7   | 1,036  | 537    |
| 보절면 | 寶節面 | 42.0   | 1,678  | 864    |
| 산동면 | 山東面 | 53.8   | 2,024  | 992    |
| 이백면 | 二百面 | 43.6   | 2,407  | 1,067  |
| 아영면 | 阿英面 | 35.5   | 2,021  | 972    |
| 산내면 | 山內面 | 103.4  | 2,214  | 1,066  |
| 인월면 | 引月面 | 37.5   | 2,943  | 1,394  |
| 동충동 | 東忠洞 | 0.6    | 3,794  | 1,613  |
| 죽항동 | 竹巷洞 | 0.7    | 4,057  | 1,925  |
| 노암동 | 鷺岩洞 | 8.9    | 5,068  | 2,277  |
| 금동   | 錦洞   | 2.0    | 7,313  | 3,088  |
| 왕정동 | 王亭洞 | 6.1    | 4,414  | 1,859  |
| 향교동 | 鄕校洞 | 18.5   | 8,087  | 3,629  |
| 도통동 | 道通洞 | 15.4   | 17,787 | 6,357  |
| 남원시 | 南原市 | 752.62 | 84,856 | 37,213 |

## 인구
- 남원시의 연도별 인구 추이[32]

| 연도   | 총인구    |  | 비고                           | 비고                           |
| ------ | --------- |  | ------------------------------ | ------------------------------ |
| 1949년 | 145,364명 |  | 남원군                         | 남원군                         |
| 1955년 | 152,606명 |  | 남원군                         | 남원군                         |
| 1960년 | 170,059명 |  | 남원군                         | 남원군                         |
| 1966년 | 187,479명 |  | 남원군                         | 남원군                         |
| 1970년 | 176,460명 |  | 남원군                         | 남원군                         |
| 1975년 | 175,203명 |  | 남원군                         | 남원군                         |
| 1980년 | 155,088명 |  | 남원군                         | 남원군                         |
| 1985년 | 140,236명 |  | 남원시(61,447), 남원군(78,789) | 남원시(61,447), 남원군(78,789) |
| 1990년 | 124,524명 |  | 남원시(63,157), 남원군(61,367) | 남원시(63,157), 남원군(61,367) |
| 1995년 | 103,544명 |  | 외국인: 17                     | 남원시                         |
| 2000년 | 94,926명  |  | 외국인: 116 (0.1%)             | 남원시                         |
| 2005년 | 86,052명  |  | 외국인: 224 (0.3%)             | 남원시                         |
| 2010년 | 78,770명  |  | 외국인: 345 (0.4%)             | 남원시                         |
| 2015년 | 80,499명  |  | 외국인: 1,060 (1.3%)           | 남원시                         |
| 2019년 | 77,690명  |  | 외국인: 1,475 (1.9%)           | 남원시                         |

## 경제

### 농업
2009년도 남원통계연보에 의하면 농가수는 9,575호, 농가인구는 10,636명이며, 경지면적은 총 15,579ha로 논은 11,531ha, 밭은 4,048ha로 가구당 경지면적은 1.63ha이다. 경지면적 중 농업진흥지역은 11,758.2ha로 이중 농업진흥구역은 10,711.6ha, 농업보호구역은 1,046.6ha이다. 한국농어촌공사에서 농업용수를 공급하는 수혜면적은 6,098ha이다.

### 임업
2009년도 임야면적은 47,470ha로 이중 국유림은 11,059ha, 공유림은 1,800ha, 사유림은 34,611ha이다.

### 상업

#### 대형마트
- 이마트 남원점
- 롯데마트 남원점

## 문화

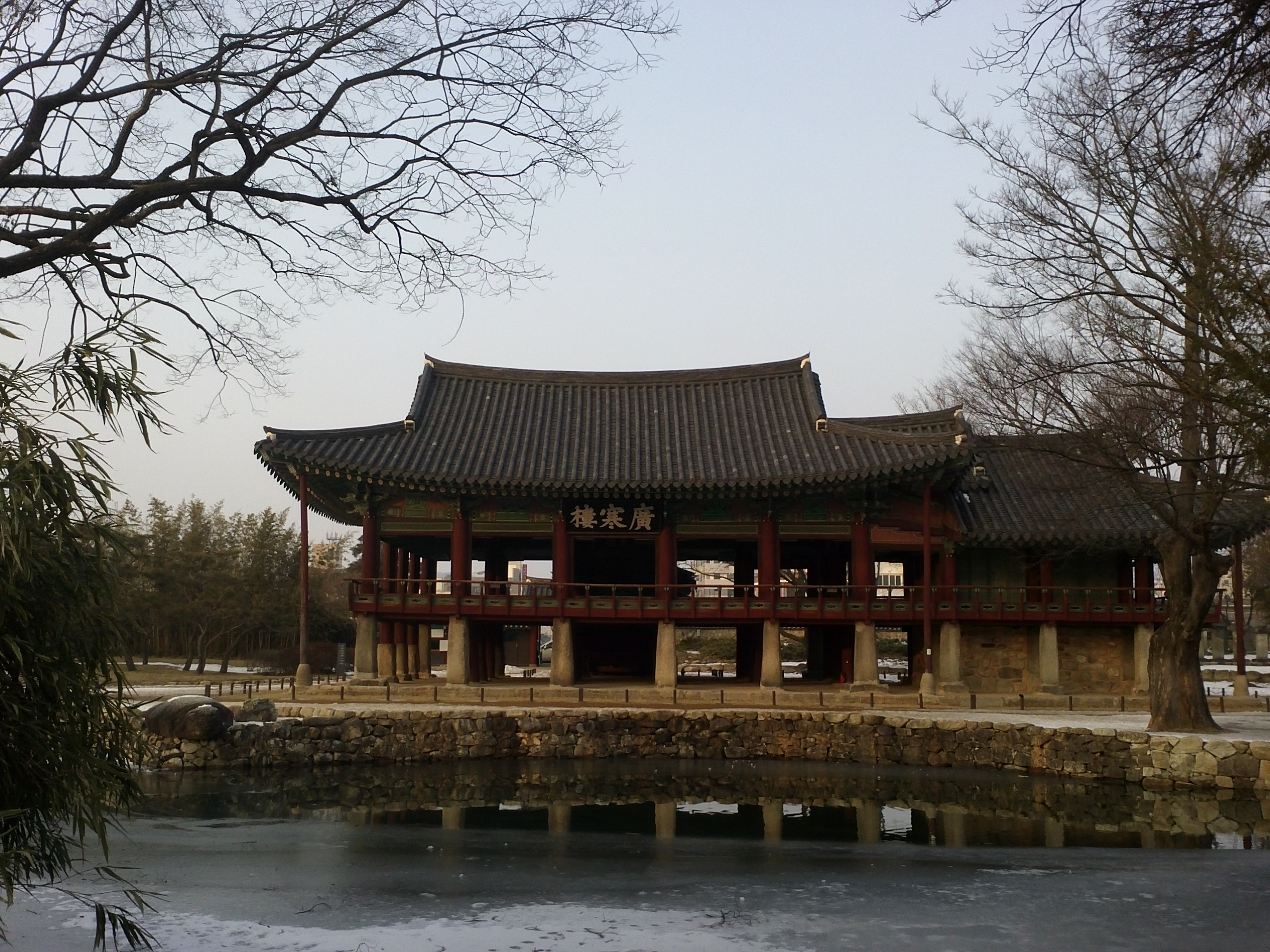
광한루

### 축제
성춘향의 높은 정절을 기리고 전통 문화를 계승발전시키기 위해 매년 음력 4월 8일에 춘향제가 열린다. 춘향제 기간 동안 춘향의 정신을 기리는 춘향제향과 길놀이, 전국춘향선발대회 등이 열린다.

### 박물관
- 남원향토박물관

### 문화재
- 국가지정문화재 : 38개 (국보 1, 보물 25, 사적 및 명승 1, 사적 6, 천연기념물 2, 중요민속자료 3, 중요무형문화재 1)
- 지방지정문화재 : 48개 (유형문화재 28, 무형문화재 7, 기념물 8, 민속자료 5)
- 문화재 자료 : 29개

### 도서관
- 전북특별자치도교육청남원학생교육문화관
- 전북특별자치도교육청남원학생교육문화관운봉분관

### 관광
5월 초순경에 춘향제가 열린다. 전야제에 요천에서 펼쳐지는 불꽃놀이는 환상적인 요천과 어울어져 관광객의 마음을 사로잡는다. 춘향제향을 시작으로 전국춘향선발대회, 춘향일대기 제현 길놀이, 신관사또 부임행차, 춘향그네뛰기, 춘향국악대전, 명인명창 판소리공연, 전통문화 체험, 풍물시장 등 다양한 행사가 광한루원을 중심으로 5일간 펼쳐진다. 이 밖에 요천 건너편 남원관광지 내 춘향촌에는 춘향테마파크, 남원향토박물관, 심수관 도예전시관 등이 있고 남원항공우주천문대 함파우 지역에 남원시립 김병종미술관은 젊음이들에게 핫플레이스로 인기를 받고 있다. 이 외 에도 함파우소리체험관, 함파우스테이션, 남원시립 김병종미술관 콩, 남원수학체험센터 등이 들어서 있다. 남원 사랑의 광장 야외공연장에서는 다양한 공연이 펼쳐지며 음악분수대와 요천 음악분수대는 한여름 밤을 아름다운 볼거리로 인기가 있고 남원시의 젖줄 요천에서는 배를 타고 요천의 풍경을 감상할 수 있다.
남원 광한루원을 중심으로 반경 3km 이네에 남원읍성, 남원향교,  만인의총, 사직단, 만복사지, 교룡산성,  용담사지 등 남원의 역사와 문화를 느낄 수 있는 유적지가 있다. 동부산악권인 운봉지역에는 축제로 지리산 뱀사골 고로쇠 약수축제, 지리산 바래봉 철쭉제,  바래봉 눈꽃축제 등이 있고 열린다. 볼거리 및 체험으로 지리산 허브밸리, 황산대첩비지, 실상사, 지리산 둘레길 걷기 등 지리산을 느낄 수 있다.  

## 교육
- 고등학교

|  | - 남원고등학교 - 남원여자고등학교 - 인월고등학교 | - 성원고등학교 - 남원서진여자고등학교 - 남원용성고등학교 | - 한국경마축산고등학교 - 남원국악예술고등학교 - 남원제일고등학교 |

- 중학교

|  | - 금지중학교 - 남원용성중학교 - 남원중학교 - 남원하늘중학교 | - 남원한빛중학교 - 대강중학교 - 보절중학교 - 산내중학교 | - 송동중학교 - 수지중학교 - 아영중학교 - 용북중학교 | - 운봉중학교 - 인월중학교 |

- 초등학교

|  | - 남원교룡초등학교 - 금지동초등학교 - 금지초등학교 - 남원노암초등학교 - 남원도통초등학교 - 남원서원초등학교 - 남원왕치초등학교 - 남원용성초등학교 | - 남원월락초등학교 - 남원중앙초등학교 - 남원초등학교 - 대강초등학교 - 남원대산초등학교 - 덕과초등학교 - 보절초등학교 - 사매초등학교 | - 산내초등학교 - 산동초등학교 - 송동초등학교 - 수지초등학교 - 아영초등학교 - 오동초등학교 - 운봉초등학교 - 원천초등학교 | - 이백초등학교 - 인월초등학교 - 주생초등학교 |

## 교통

### 철도
- 전라선: 서도역, 산성역, 남원역, 주생역, 옹정역, 금지역

### 고속도로
- 광주대구고속도로: 남원 분기점, 남원 나들목, 동남원 나들목, 지리산 나들목
- 순천완주고속도로: 남원 분기점, 서남원 나들목, 북남원 나들목

### 국도
- 국도 제13호선
- 국도 제17호선
- 국도 제19호선
- 국도 제21호선
- 국도 제24호선

### 국가지원지방도
- 국가지원지방도 제37호선
- 국가지원지방도 제60호선

### 지방도
- 지방도 제721호선
- 지방도 제730호선
- 지방도 제737호선
- 지방도 제743호선
- 지방도 제745호선
- 지방도 제861호선

### 고속버스, 시외버스
- 남원공용버스터미널[33]

## 갤러리

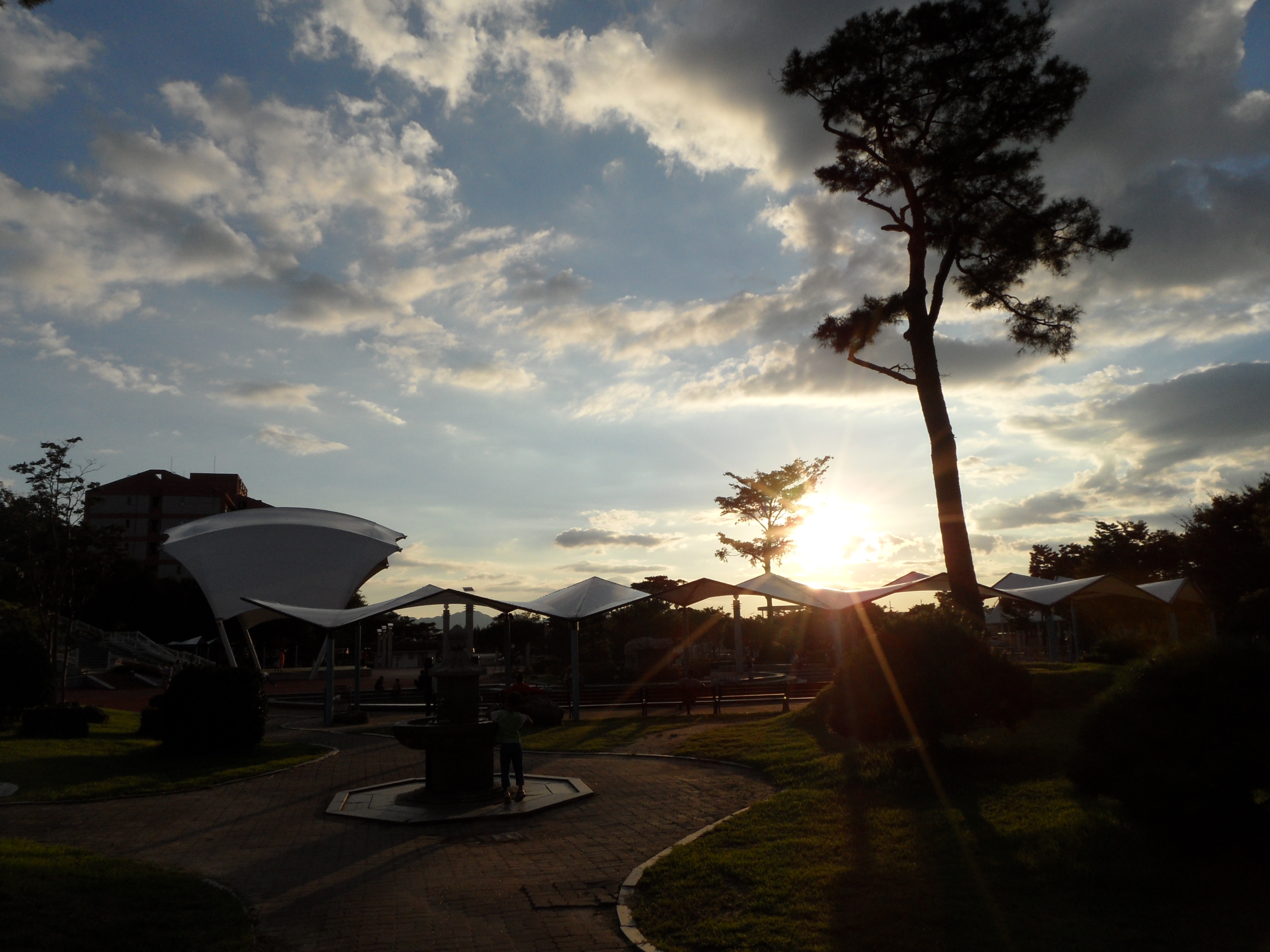
남원시 (2010년)
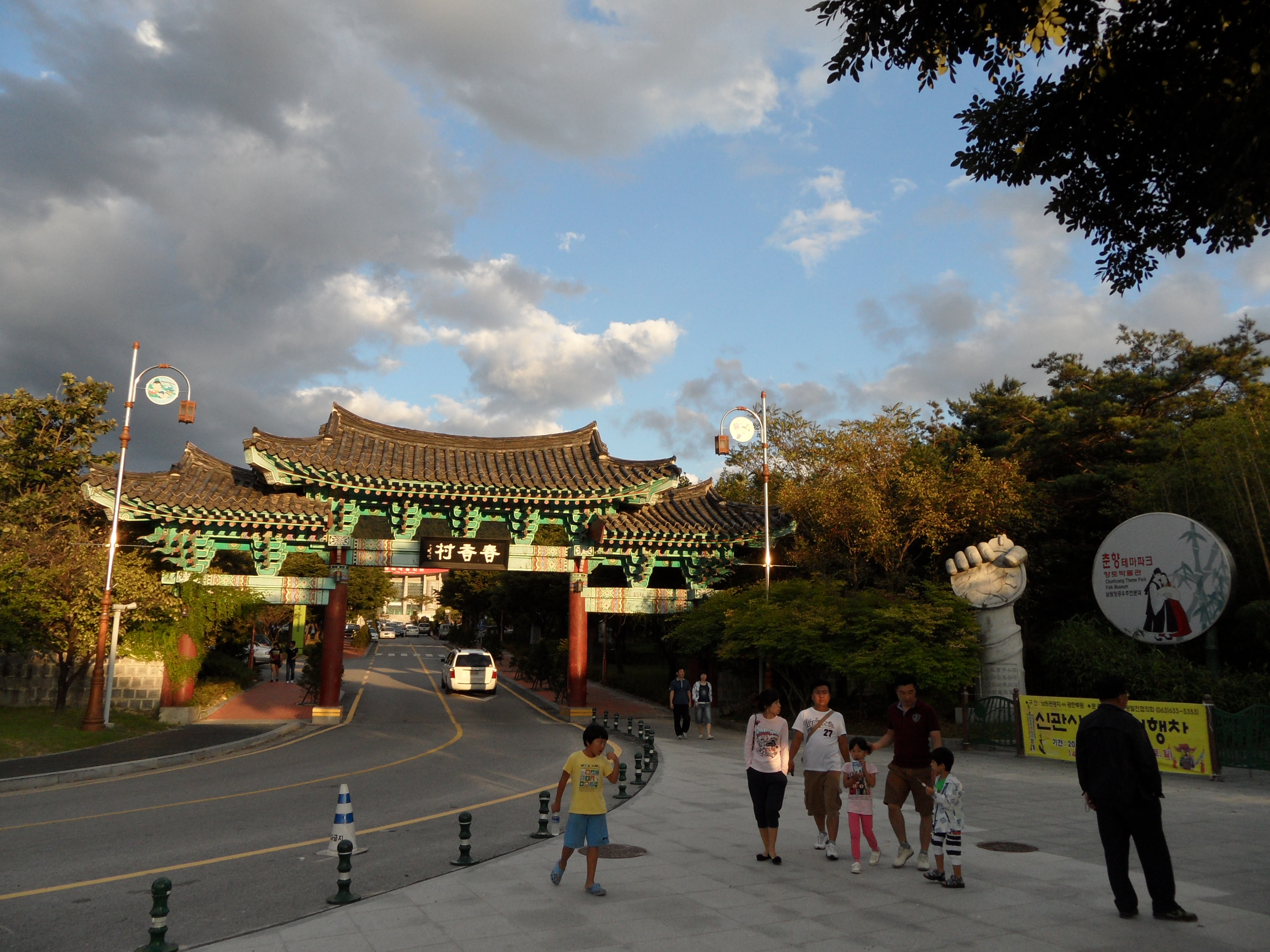
남원시 (2010년)
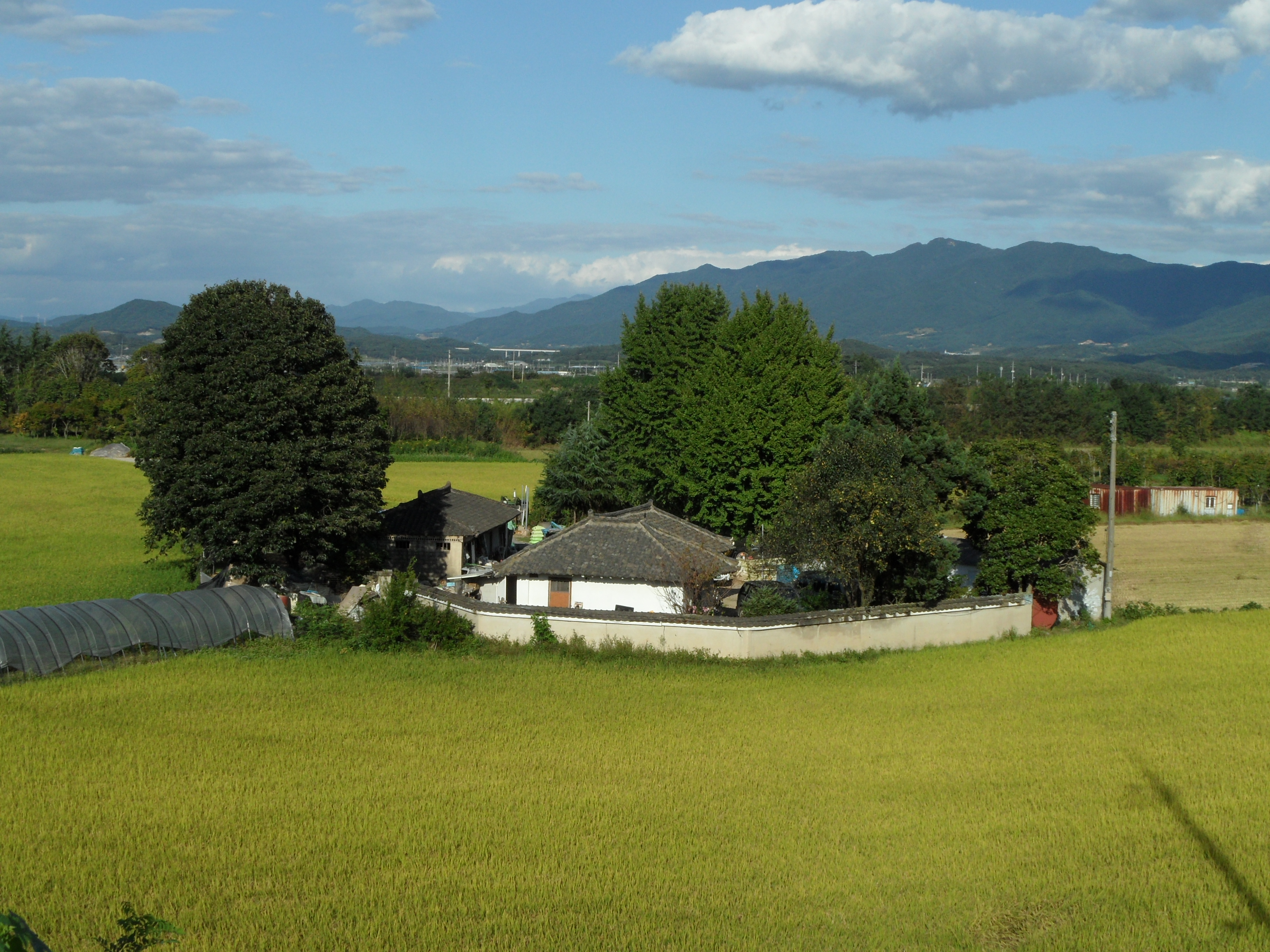
금지면 (2010년)
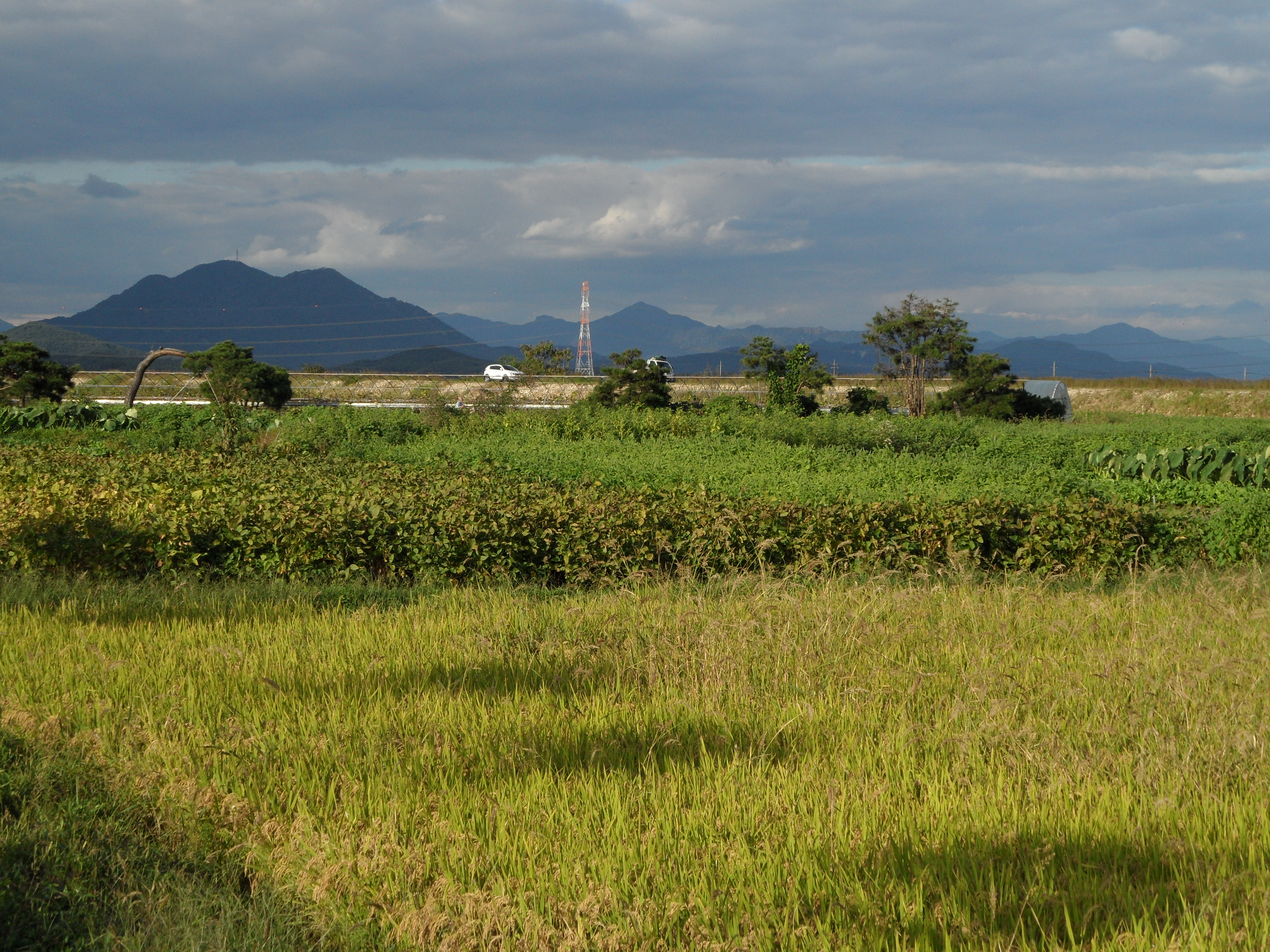
금지면 (2010년)
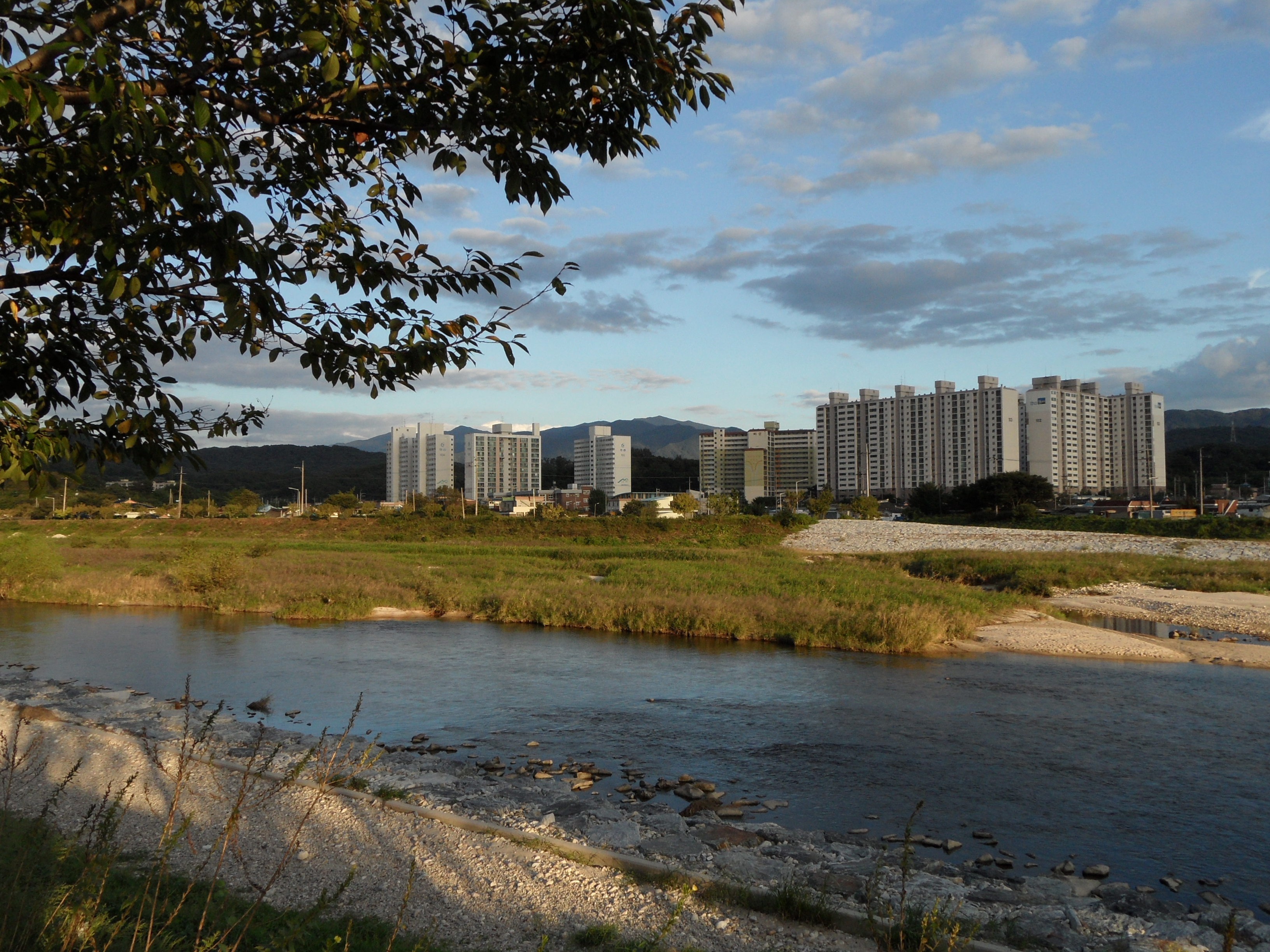
금지면 (2010년)
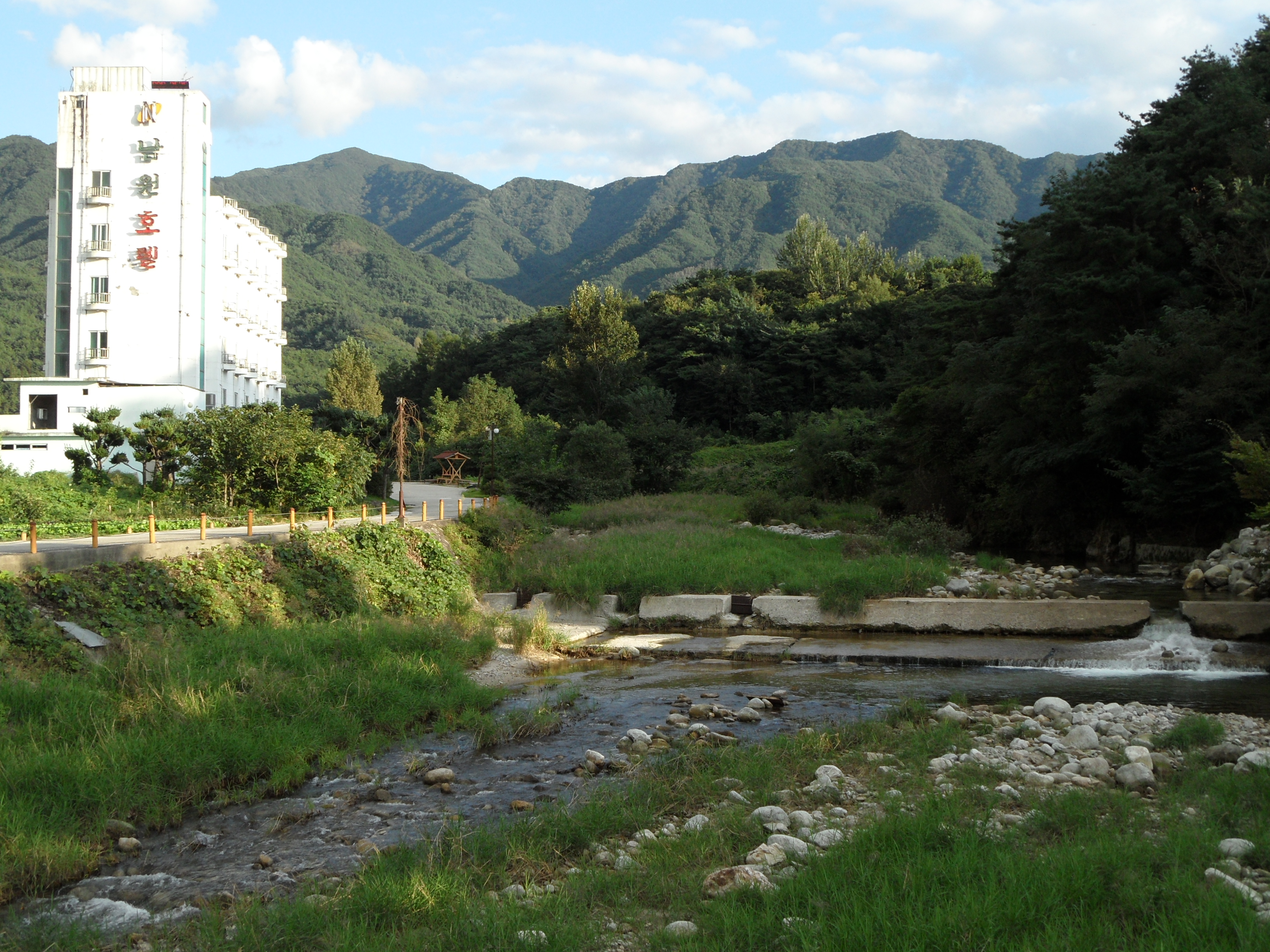
주천면 (2010년)
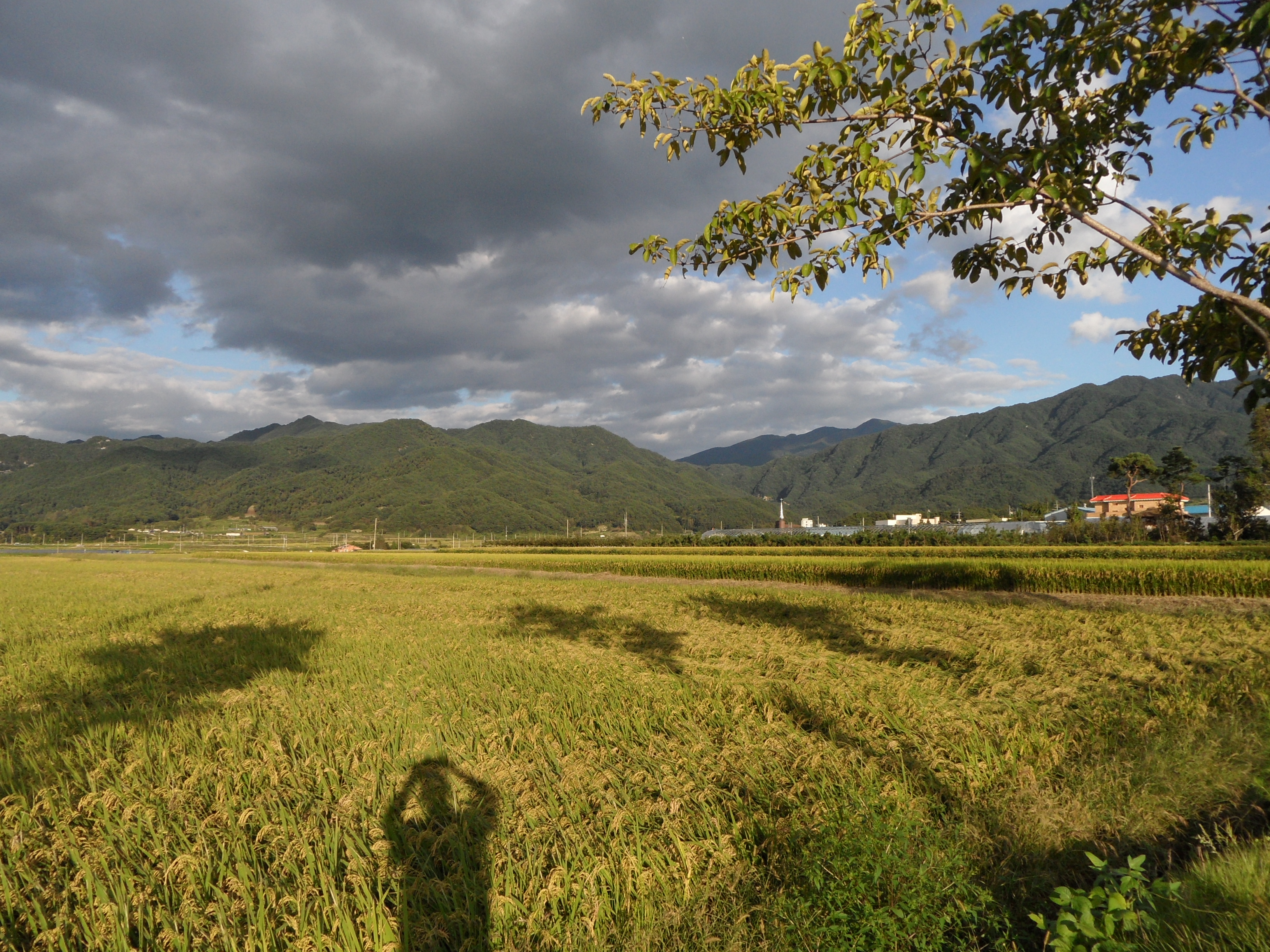
주천면 (2010년)
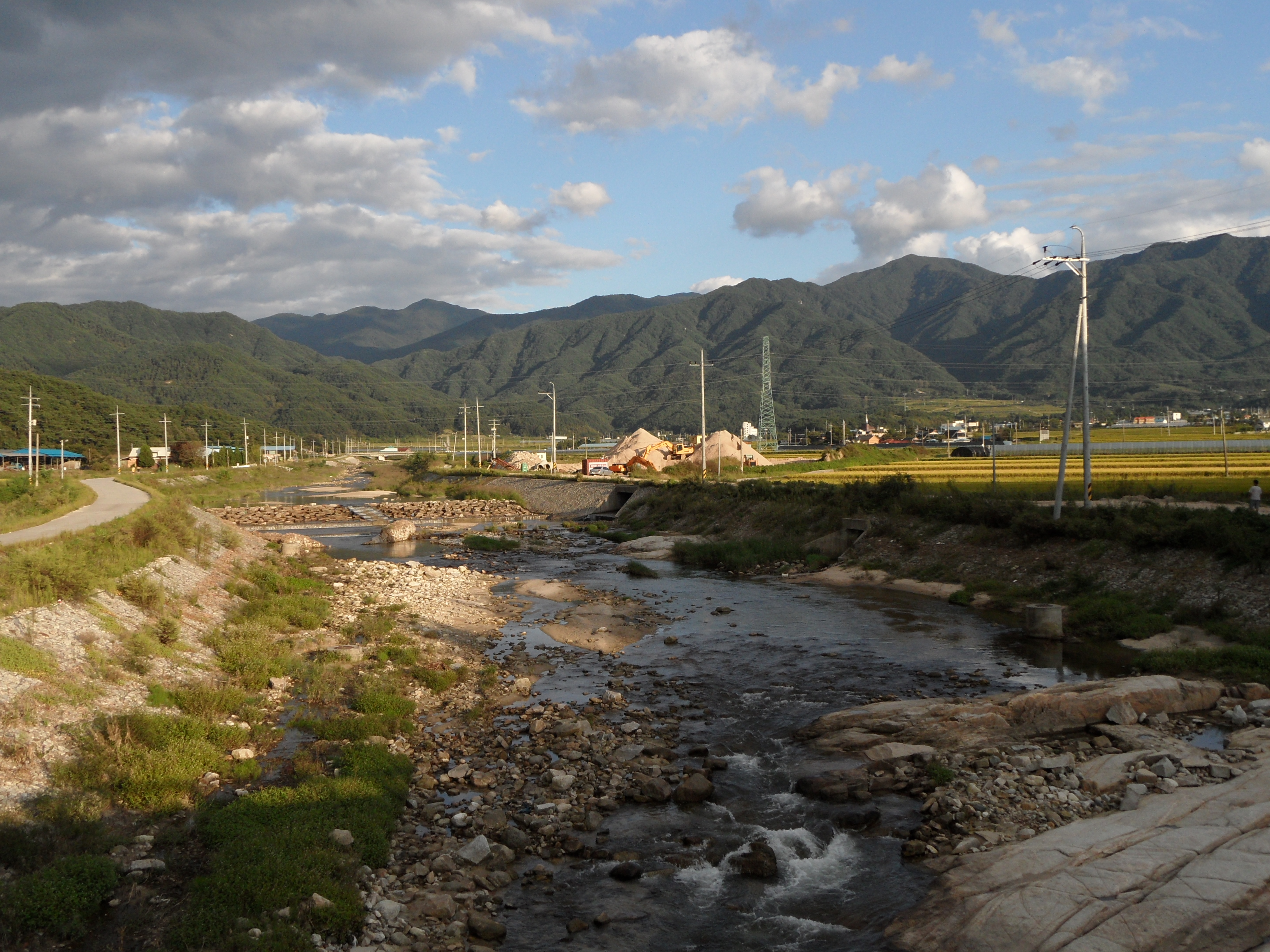
주천면 (2010년)
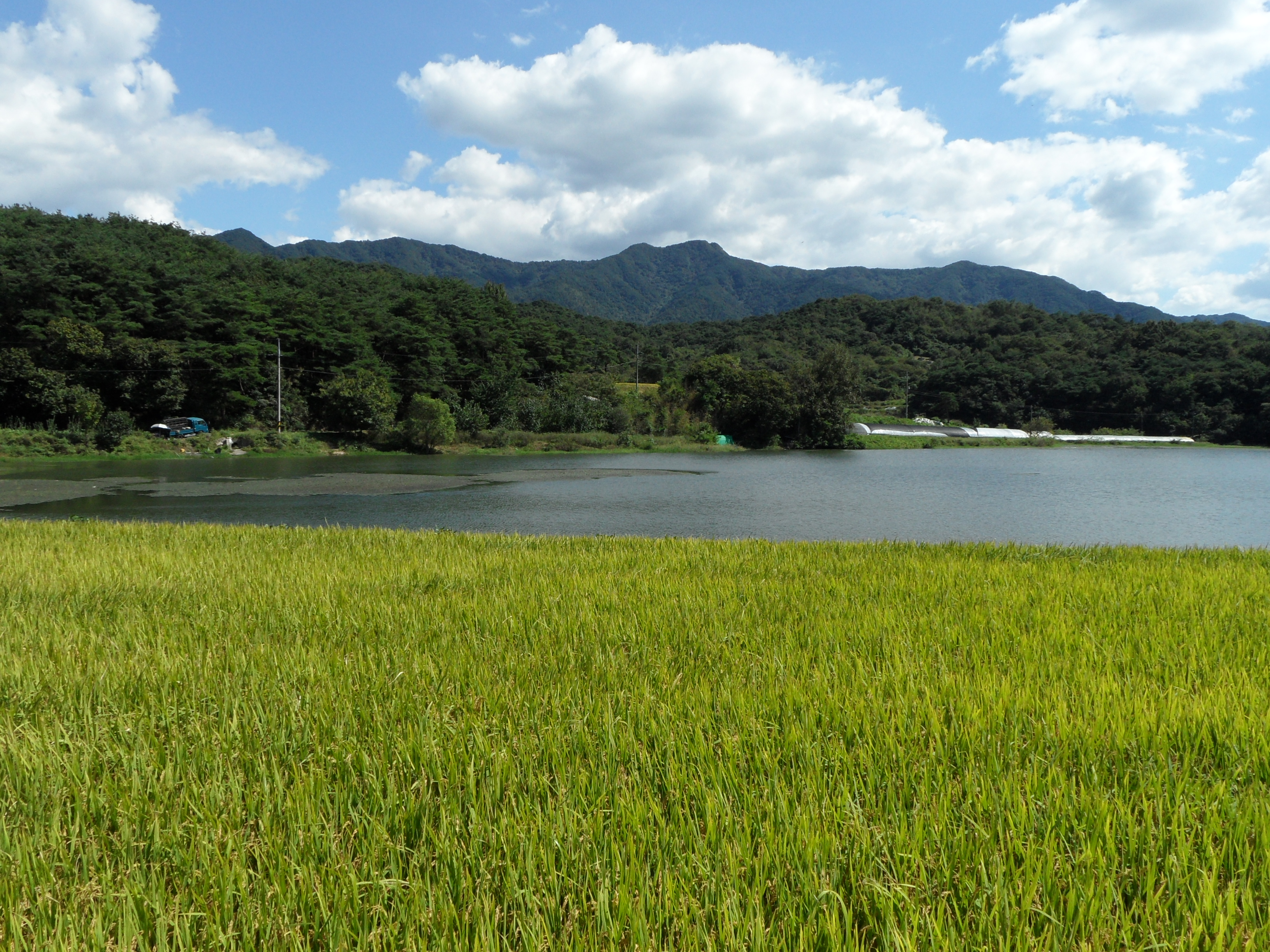
수지면 (2010년)
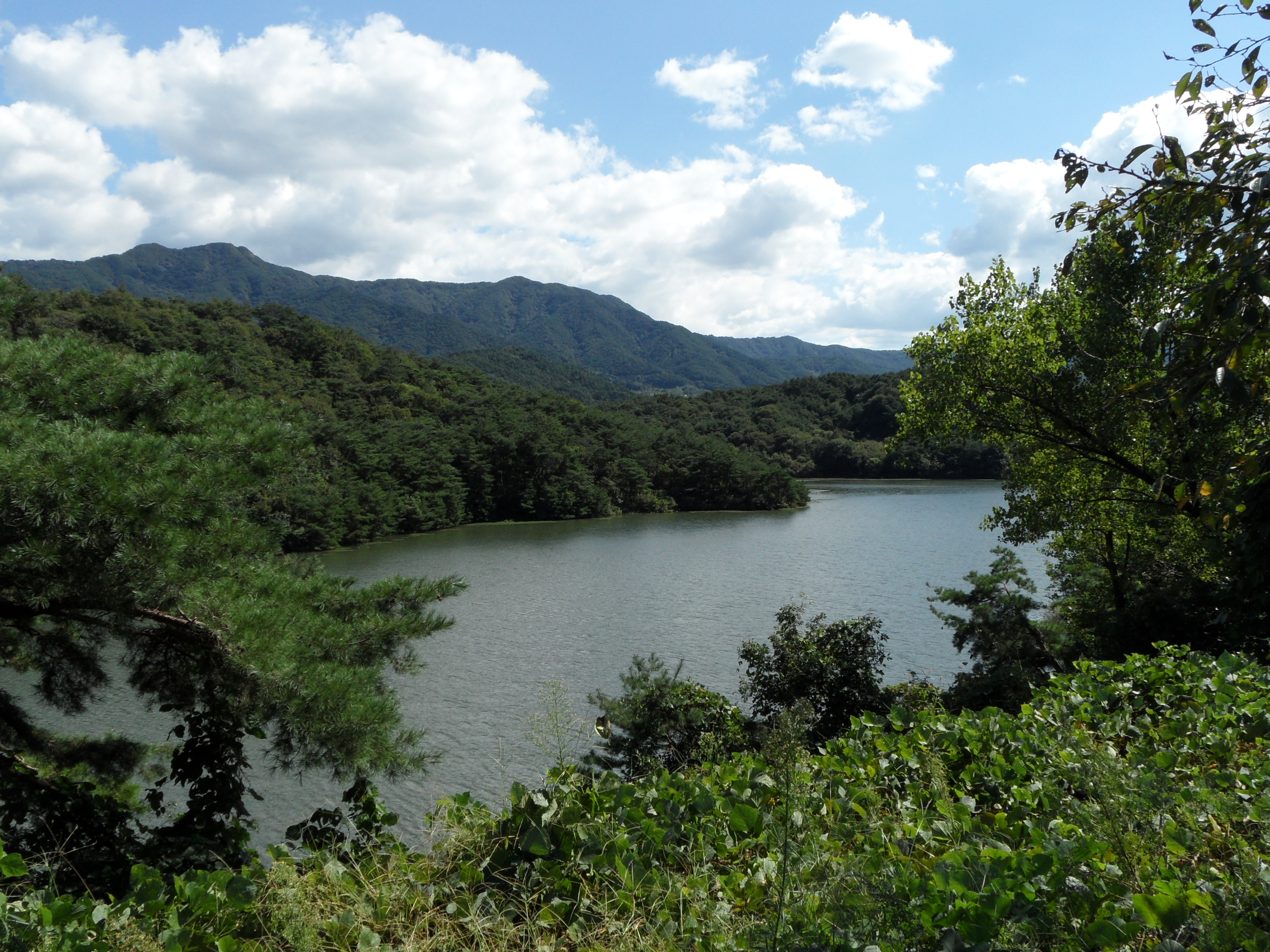
수지면 (2010년)
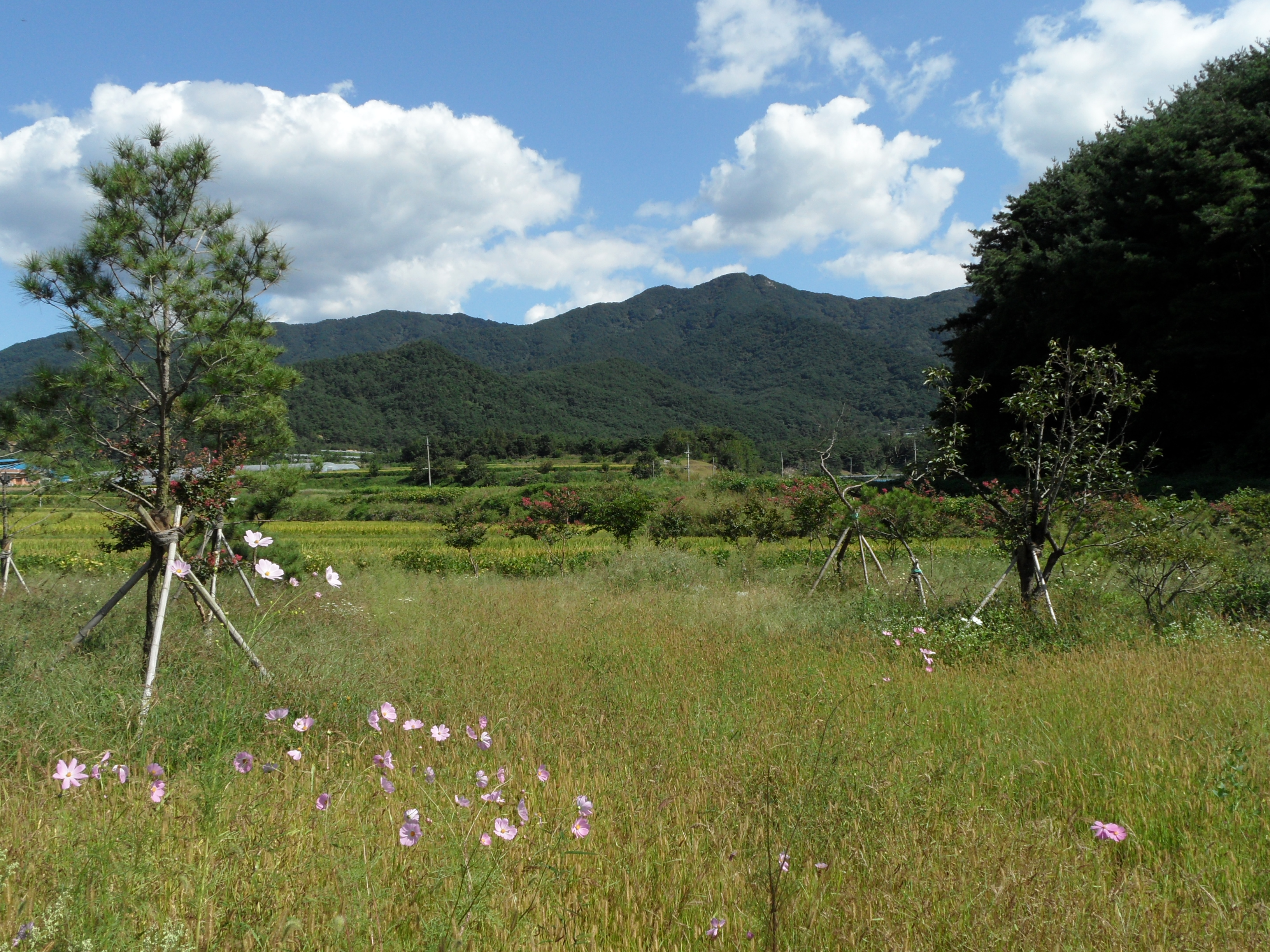
수지면 (2010년)
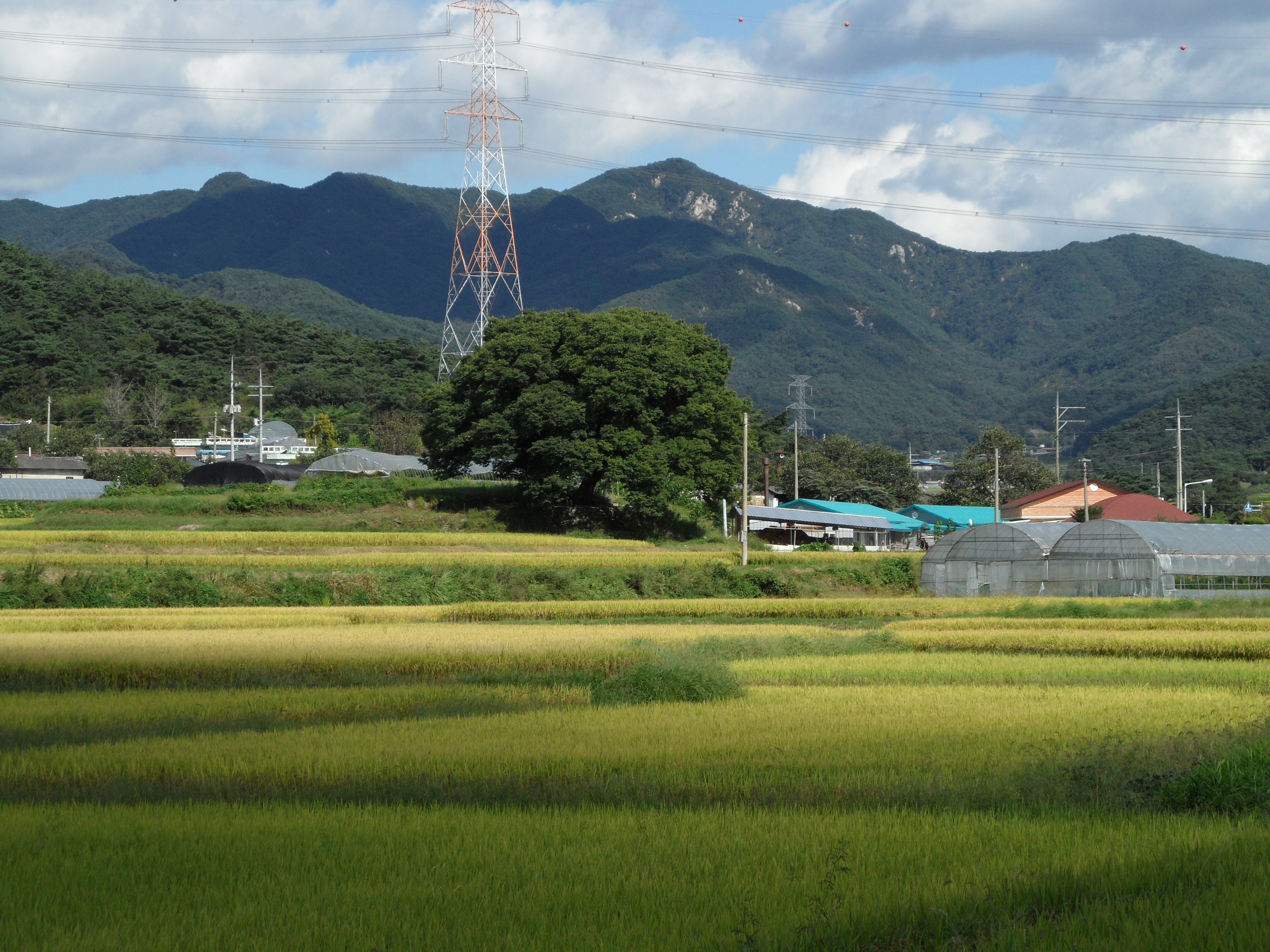
이백면 (2010년)
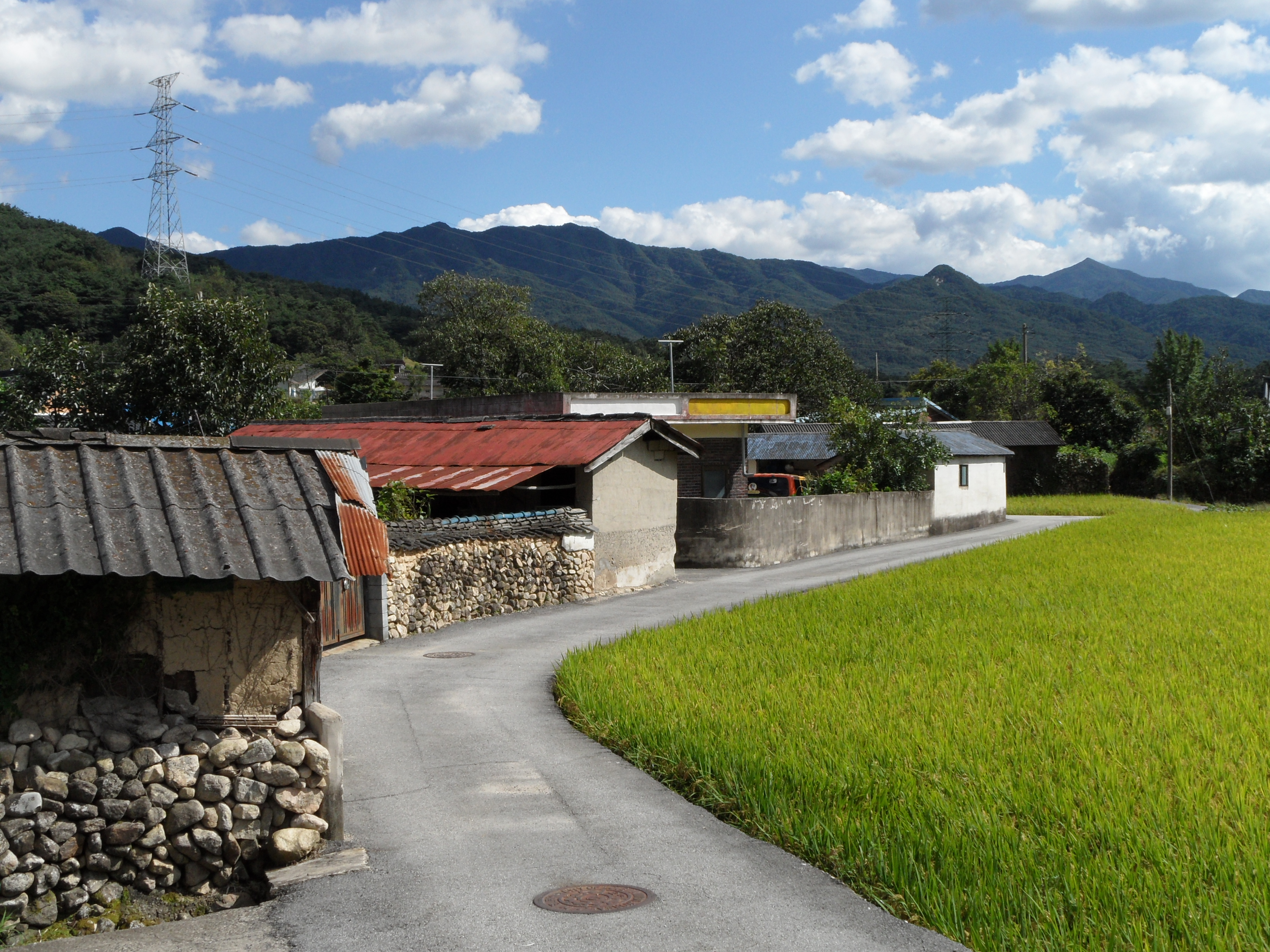
이백면 (2010년)
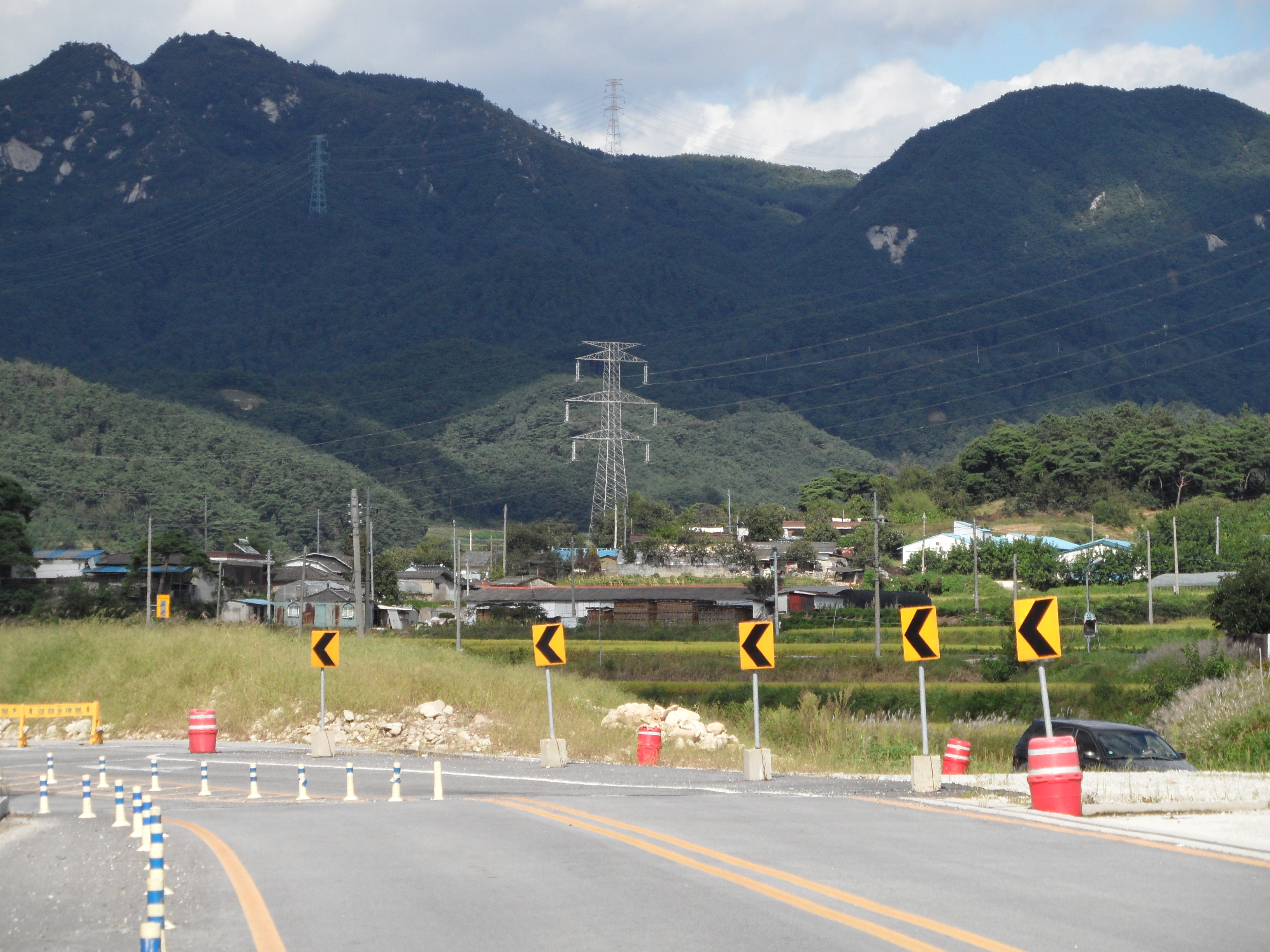
이백면 (2010년)
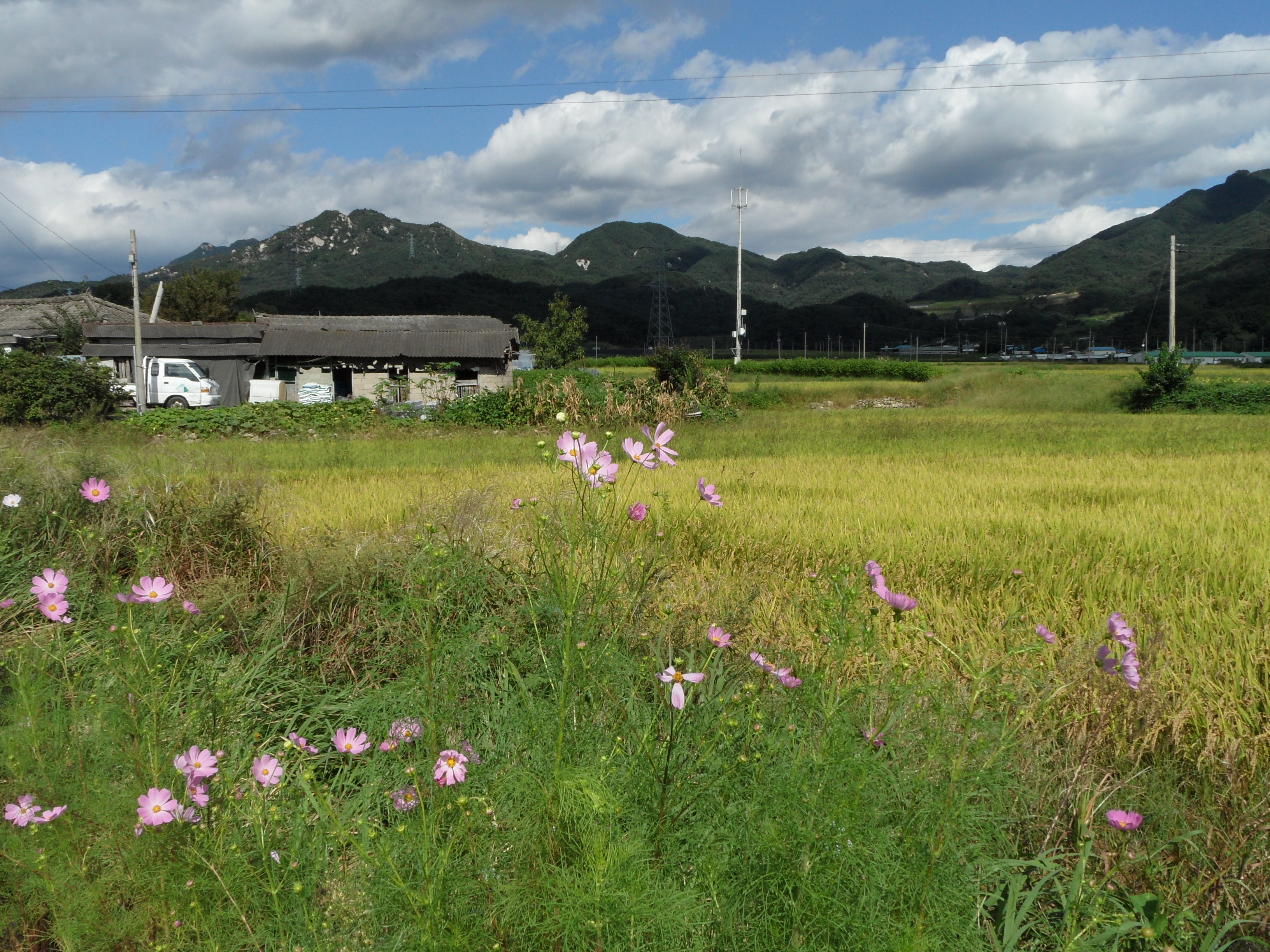
이백면 (2010년)
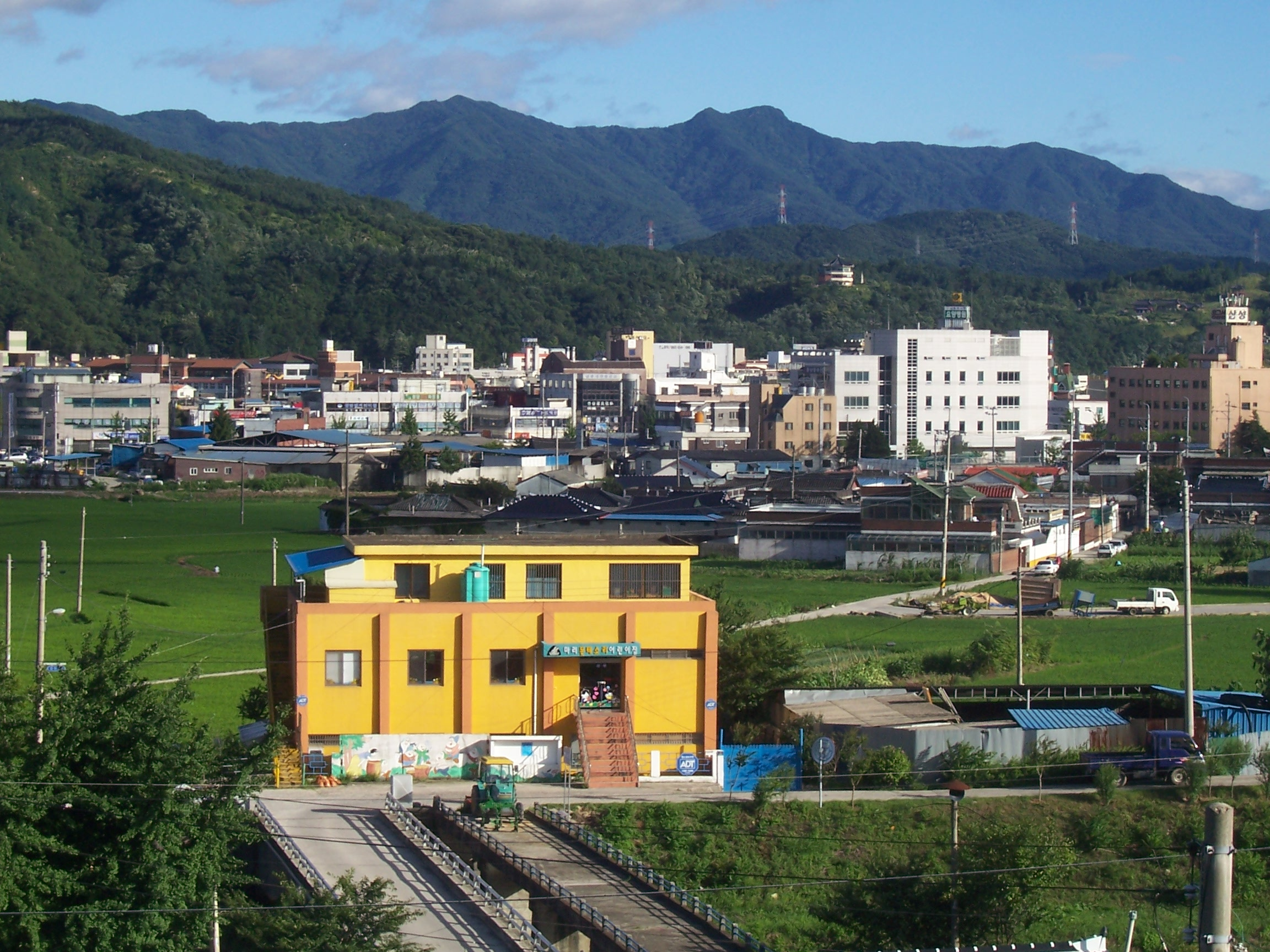
남원시 (2007년 7월)
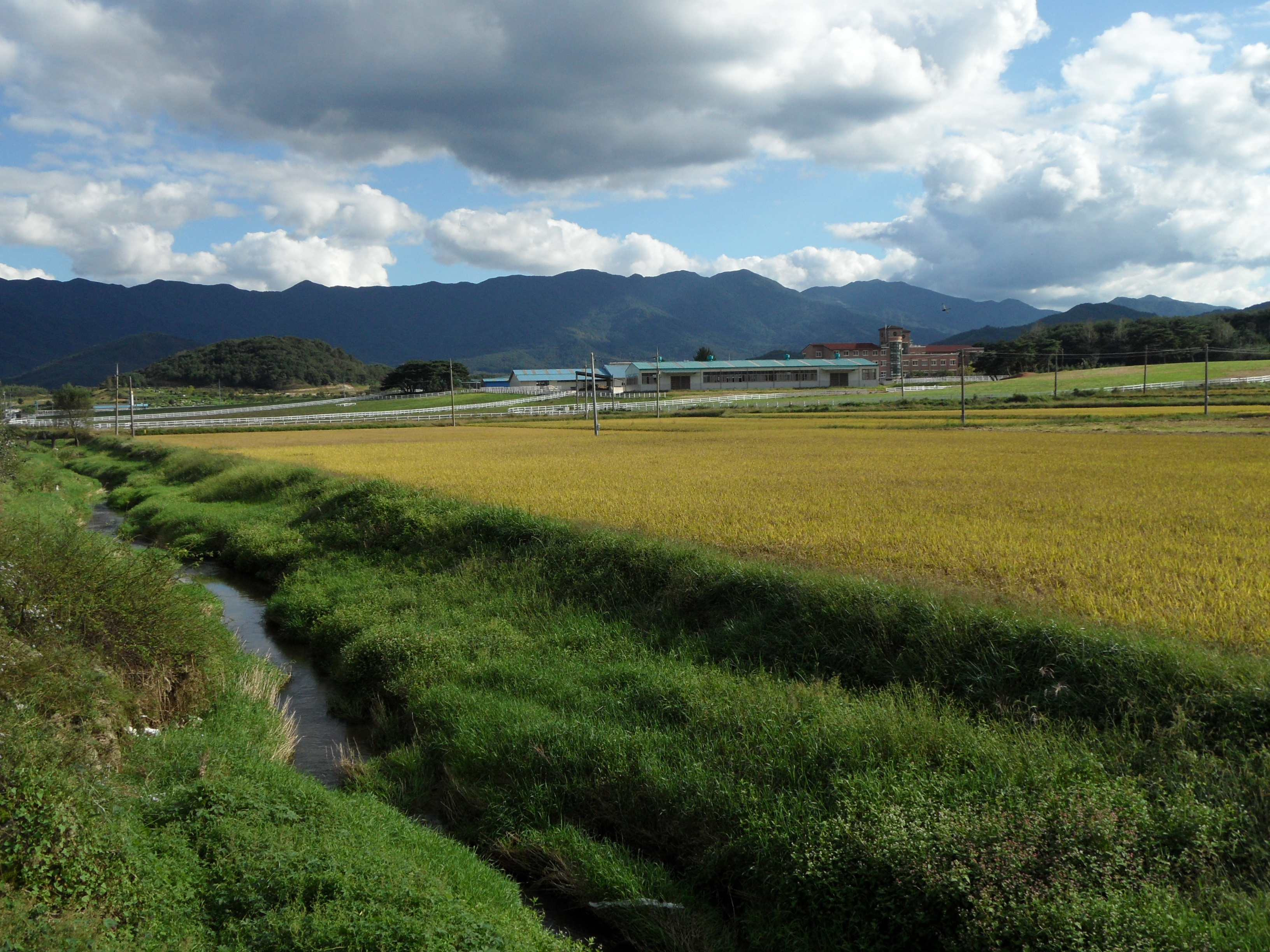
운봉읍 (2010년)
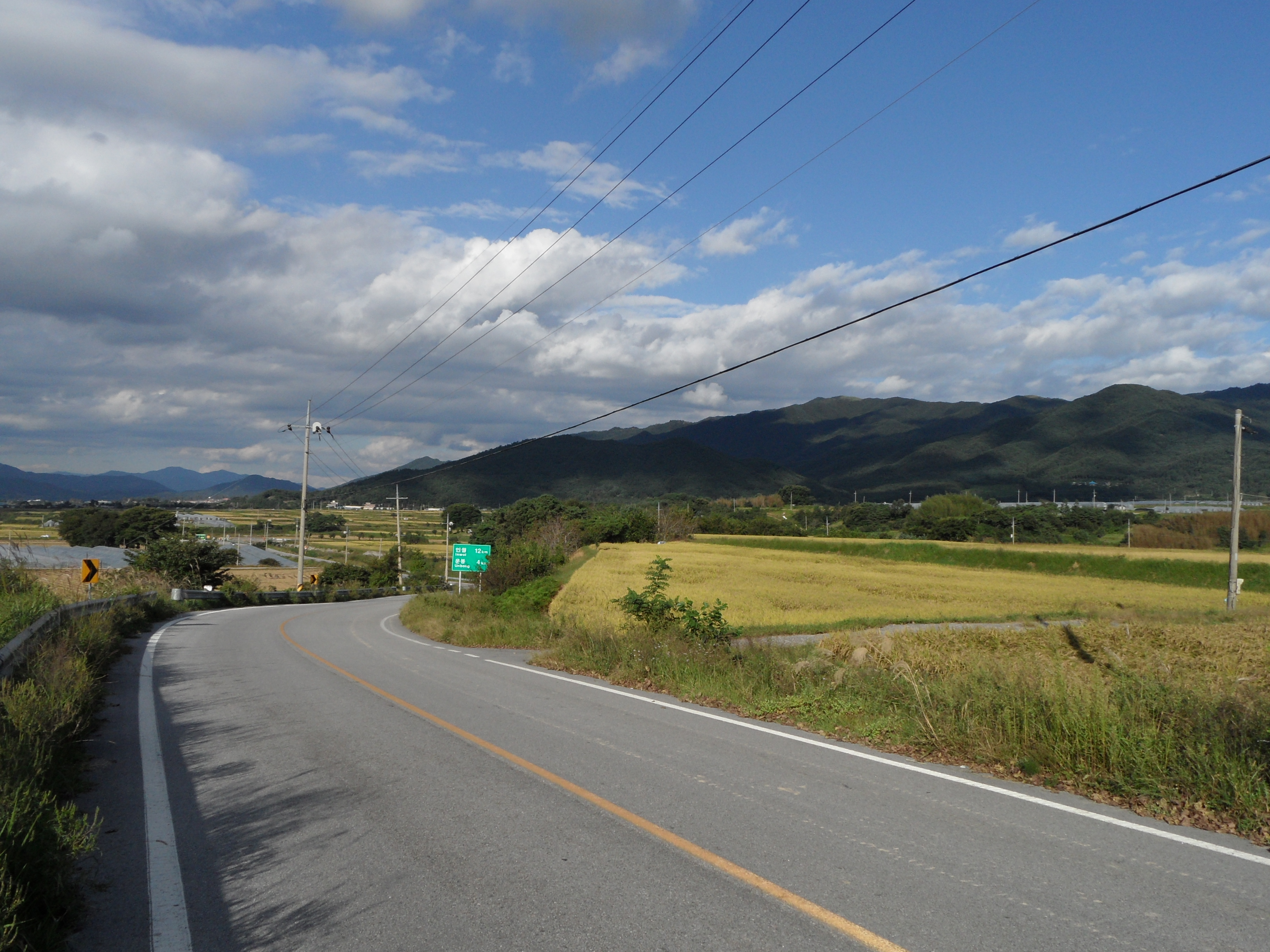
운봉읍 (2010년)
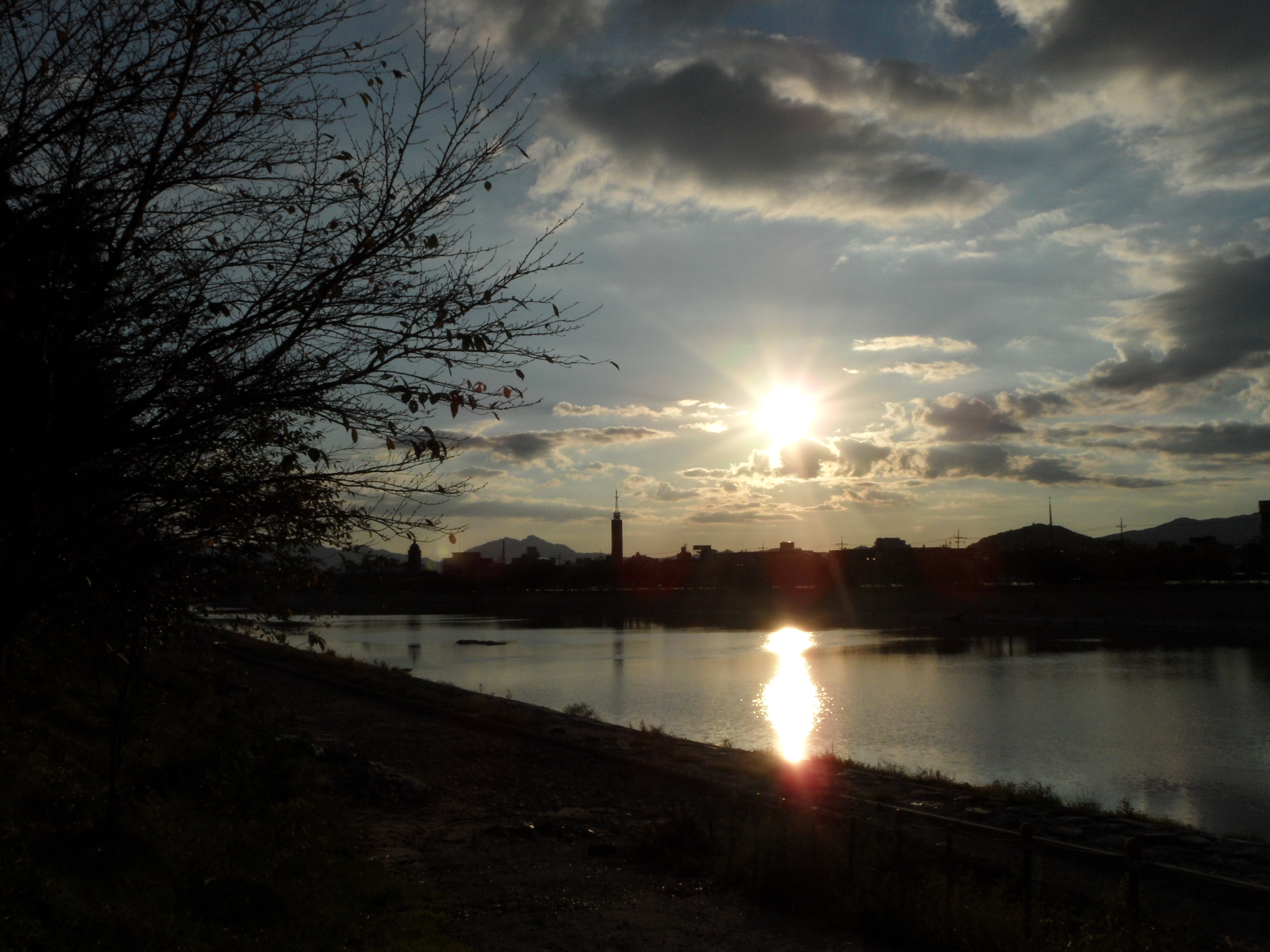
요천 (2010년)
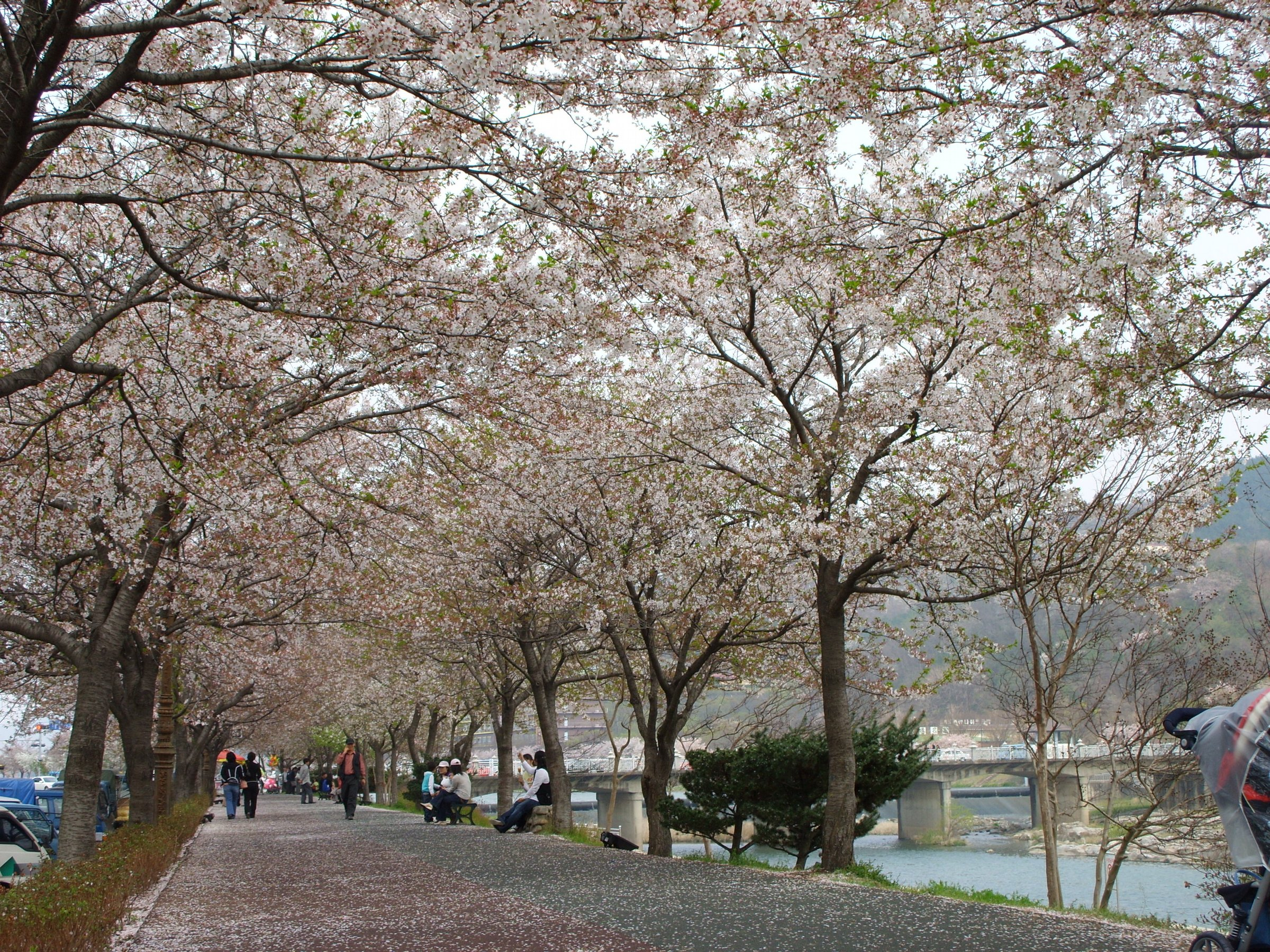
요천 (2008년)
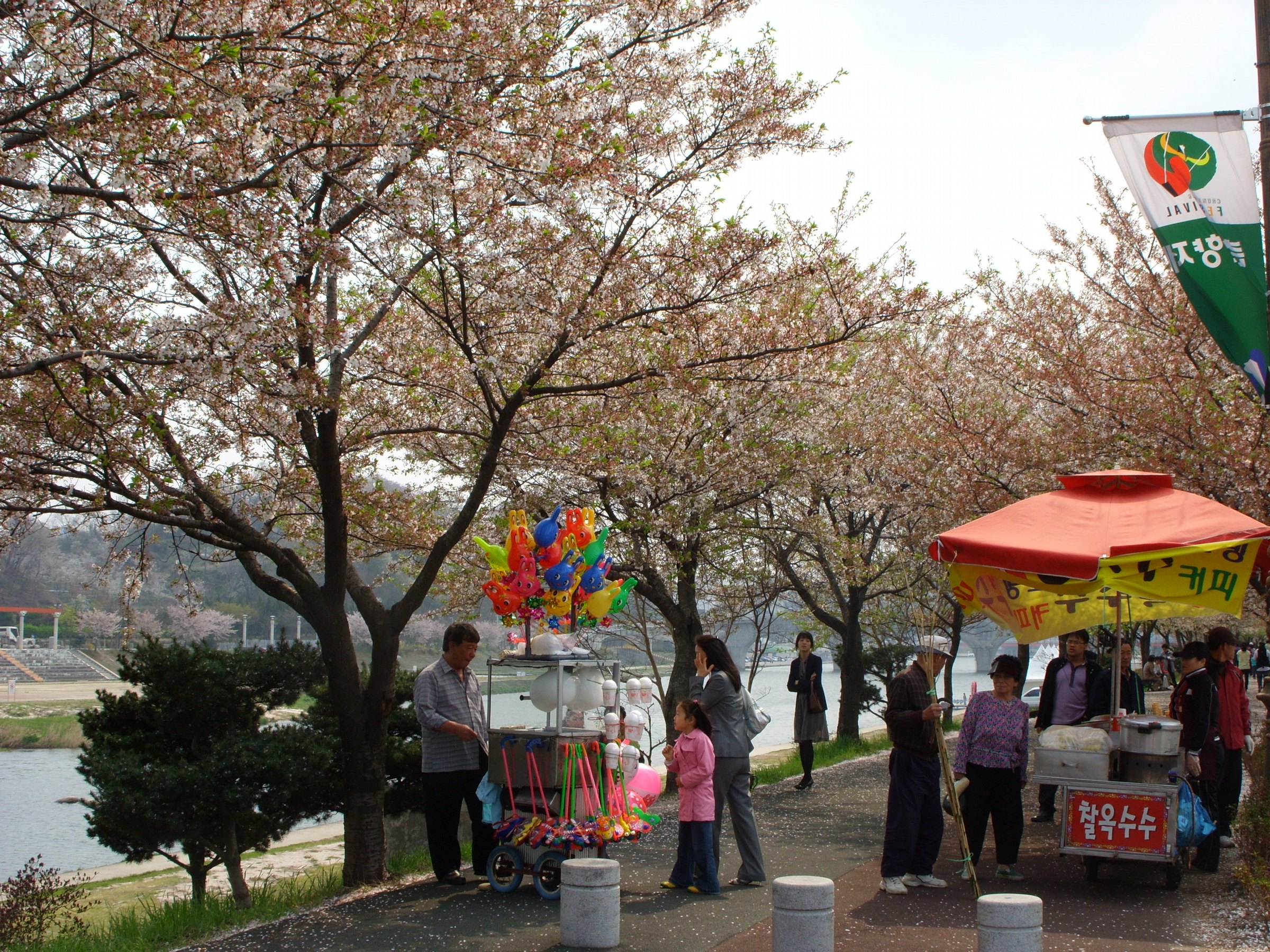
요천 (2008년)

## 자매결연도시

### 자매결연도시(국내)
- 대한민국 서울특별시 구로구
- 대한민국 서울특별시 서초구
- 대한민국 경기도 화성시
- 대한민국 경기도 성남시
- 대한민국 경기도 여주시
- 대한민국 경기도 오산시
- 대한민국 경상남도 밀양시
- 대한민국 충청남도 아산시
- 대한민국 전라남도 광양시

### 자매결연도시(국외)
- 이탈리아 베네토주 베로나
- 일본 가고시마현 히오키시
- 미국 캘리포니아주 마리나
- 중화인민공화국 장쑤성 옌청시
- 중화인민공화국 저장성 항저우시
- 중화인민공화국 지린성 옌볜조선족자치주 옌지시

## 같이 보기
- 대한민국의 설치순 도시 목록
- 대한민국의 지리